# Spanyolország a 2000. évi nyári olimpiai játékokon
Spanyolország az ausztráliai Sydneyben megrendezett 2000. évi nyári olimpiai játékok egyik részt vevő nemzete volt. Az országot az olimpián 27 sportágban 321 sportoló képviselte, akik összesen 11 érmet szereztek.

## Érmesek
| Érem  | Versenyző | Sportág      | Versenyszám            |
| ----- | --- | ------------ | ---------------------- |
| Arany | Isabel Fernández | Cselgáncs    | Női könnyűsúly         |
| Arany | Joan Llaneras | Kerékpározás | Férfi pontverseny      |
| Arany | Gervasio Deferr | Torna        | Férfi ugrás            |
| Ezüst | Nemzeti válogatott David Albelda Iván Amaya Miguel Angulo Daniel Aranzubia Joan Capdevila Jordi Ferrón Gabriel García de la Torre Xavier Hernández Jesús María Lacruz Alberto Luque Carlos Marchena Felip Ortiz Carles Puyol José María Romero Ismael Ruiz Raúl Tamudo Antonio Velamazán Unai Vergara | Labdarúgás   | Férfi                  |
| Ezüst | Rafael Lozano | Ökölvívás    | Papírsúly              |
| Ezüst | Gabriel Esparza | Taekwondo    | Férfi légsúly          |
| Bronz | María Vascó | Atlétika     | Női 20 km gyaloglás    |
| Bronz | Marga Fullana | Kerékpározás | Női terep-kerékpározás |
| Bronz | Nemzeti válogatott Alberto Urdiales Andrei Xepkin Antonio Ortega Antonio Ugalde David Barrufet Demetrio Lozano Enric Massip Iñaki Urdangarín Josu Olalla Jordi Nuñez Juan Pérez Mateo Garralda Rafael Guijosa Talant Duyshebayev Xavier O'Callaghan                                                   | Kézilabda    | Férfi                  |
| Bronz | Àlex Corretja Albert Costa | Tenisz       | Férfi páros            |
| Bronz | Nina Zhivanevskaya | Úszás        | Női 100 m hát          |

## Atlétika
Férfi
| Versenyző                                                       | Versenyszám     | Előfutam | Előfutam | Előfutam | Negyeddöntő | Negyeddöntő | Negyeddöntő | Elődöntő | Elődöntő | Elődöntő | Döntő         | Döntő         |
| Versenyző                                                       | Versenyszám     | Idő      | Hely.    | Össz.    | Idő         | Hely.       | Össz.       | Idő      | Hely.    | Össz.    | Idő           | Helyezés      |
| --------------------------------------------------------------- | --------------- | -------- | -------- | -------- | ----------- | ----------- | ----------- | -------- | -------- | -------- | ------------- | ------------- |
| Venancio José                                                   | 100 m           | 10,36    | 3.       | 25.      | 10,53       | 8.          | 38.         | kiesett  | kiesett  | kiesett  | kiesett       | kiesett       |
| Venancio José                                                   | 200 m           | 20,95    | 3.       | 32.***   | 20,79       | 7.          | 26.         | kiesett  | kiesett  | kiesett  | kiesett       | kiesett       |
| David Canal                                                     | 400 m           | 45,53    | 2.       | 12.      | 45,54       | 7.          | 16.*        | kiesett  | kiesett  | kiesett  | kiesett       | kiesett       |
| Roberto Parra                                                   | 800 m           | 1:48,19  | 5.       | 38.      |             |             |             | kiesett  | kiesett  | kiesett  | kiesett       | kiesett       |
| José Manuel Cerezo                                              | 800 m           | 1:48,11  | 5.       | 35.      |             |             |             | kiesett  | kiesett  | kiesett  | kiesett       | kiesett       |
| Andrés Díaz                                                     | 1500 m          | 3:38,54  | 3.       | 3.       |             |             |             | 3:38,41  | 6.       | 6.       | 3:37,27       | 7.            |
| Juan Carlos Higuero                                             | 1500 m          | 3:40,60  | 3.       | 24.      |             |             |             | 3:38,37  | 5.       | 5.       | 3:38,91       | 8.            |
| José Antonio Rédolat                                            | 1500 m          | 3:38,66  | 2.       | 5.       |             |             |             | 3:45,46  | 11.      | 22.      | kiesett       | kiesett       |
| Youssef El-Nasri                                                | 5000 m          | 13:34,49 | 9.       | 18.      |             |             |             |          |          |          | kiesett       | kiesett       |
| Alberto García                                                  | 5000 m          | 14:11,65 | 16.      | 31.      |             |             |             |          |          |          | kiesett       | kiesett       |
| José Ríos                                                       | 10 000 m        | 27:51,40 | 9.       | 13.      |             |             |             |          |          |          | 28:50,31      | 18.           |
| Enrique Molina                                                  | 10 000 m        | 28:09,76 | 8.       | 22.      |             |             |             |          |          |          | nem ért célba | nem ért célba |
| Teodoro Cuñado                                                  | 10 000 m        | 29:10,90 | 16.      | 33.      |             |             |             |          |          |          | kiesett       | kiesett       |
| Martín Fiz                                                      | Maraton         |          |          |          |             |             |             |          |          |          | 2:13:06       | 6.            |
| Alberto Juzdado                                                 | Maraton         |          |          |          |             |             |             |          |          |          | 2:21:18       | 42.           |
| Abel Antón                                                      | Maraton         |          |          |          |             |             |             |          |          |          | 2:24:04       | 53.           |
| Íñigo Monreal                                                   | 400 m gát       | 51,32    | 4.       | 44.      | kiesett     | kiesett     | kiesett     | kiesett  | kiesett  | kiesett  | kiesett       | kiesett       |
| Luis Miguel Martín                                              | 3000 m akadály  | 8:24,04  | 4.       | 9.       |             |             |             |          |          |          | 8:22,75       | 5.            |
| Eliseo Martín                                                   | 3000 m akadály  | 8:24,97  | 4.       | 13.      |             |             |             |          |          |          | 8:23,00       | 6.            |
| Marco Antonio Cepeda                                            | 3000 m akadály  | 8:40,01  | 10.      | 28.      |             |             |             |          |          |          | kiesett       | kiesett       |
| Francisco Javier Fernández                                      | 20 km gyaloglás |          |          |          |             |             |             |          |          |          | 1:21:01       | 7.            |
| David Márquez                                                   | 20 km gyaloglás |          |          |          |             |             |             |          |          |          | 1:24:36       | 20.           |
| José David Domínguez                                            | 20 km gyaloglás |          |          |          |             |             |             |          |          |          | 1:28:16       | 35.*          |
| Valentí Massana                                                 | 50 km gyaloglás |          |          |          |             |             |             |          |          |          | 3:46:01       | 4.            |
| Jesús Ángel García                                              | 50 km gyaloglás |          |          |          |             |             |             |          |          |          | 3:49:31       | 12.           |
| Mikel Odriozola                                                 | 50 km gyaloglás |          |          |          |             |             |             |          |          |          | 3:59:50       | 24.           |
| Eduardo Iván Rodríguez David Canal Íñigo Monreal Antonio Andrés | 4 × 400 m váltó | 3:06,87  | 5.       | 19.      |             |             |             | kiesett  | kiesett  | kiesett  | kiesett       | kiesett       |

| Versenyző           | Versenyszám   | Selejtező             | Selejtező             | Döntő    | Döntő    |
| Versenyző           | Versenyszám   | Eredmény              | Helyezés              | Eredmény | Helyezés |
| ------------------- | ------------- | --------------------- | --------------------- | -------- | -------- |
| Montxu Miranda      | Rúdugrás      | 565 cm                | 12.*                  | 570 cm   | 9.       |
| Javier García Chico | Rúdugrás      | 555 cm                | 16.***                | kiesett  | kiesett  |
| Yago Lamela         | Távolugrás    | 789 cm                | 19.                   | kiesett  | kiesett  |
| Raúl Chapado        | Hármasugrás   | érvényes ugrás nélkül | érvényes ugrás nélkül | kiesett  | kiesett  |
| Manuel Martínez     | Súlylökés     | 19,94 m               | 9.                    | 20,55 m  | 6.       |
| David Martínez      | Diszkoszvetés | 61,50 m               | 19.                   | kiesett  | kiesett  |

| Versenyző       | Versenyszám | 100 m | 100 m | Távolugrás | Távolugrás | Súlylökés  | Súlylökés  | Magasugrás    | Magasugrás    | 400 m         | 400 m         | 110 m gát     | 110 m gát     | Diszkoszvetés | Diszkoszvetés | Rúdugrás      | Rúdugrás      | Gerelyhajítás | Gerelyhajítás | 1500 m        | 1500 m        | Végeredmény   | Végeredmény   |
| Versenyző       | Versenyszám | Idő   | Pont  | Eredmény   | Pont       | Eredmény   | Pont       | Eredmény      | Pont          | Idő           | Pont          | Idő           | Pont          | Eredmény      | Pont          | Eredmény      | Pont          | Eredmény      | Pont          | Idő           | Pont          | Pont          | Helyezés      |
| --------------- | ----------- | ----- | ----- | ---------- | ---------- | ---------- | ---------- | ------------- | ------------- | ------------- | ------------- | ------------- | ------------- | ------------- | ------------- | ------------- | ------------- | ------------- | ------------- | ------------- | ------------- | ------------- | ------------- |
| Francisco Benet | Tízpróba    | 11,42 | 769   | 632 cm     | 657        | nem indult | nem indult | nem ért célba | nem ért célba | nem ért célba | nem ért célba | nem ért célba | nem ért célba | nem ért célba | nem ért célba | nem ért célba | nem ért célba | nem ért célba | nem ért célba | nem ért célba | nem ért célba | nem ért célba | nem ért célba |

Női
| Versenyző                                                | Versenyszám     | Előfutam | Előfutam | Előfutam | Negyeddöntő | Negyeddöntő | Negyeddöntő | Elődöntő | Elődöntő | Elődöntő | Döntő   | Döntő    |
| Versenyző                                                | Versenyszám     | Idő      | Hely.    | Össz.    | Idő         | Hely.       | Össz.       | Idő      | Hely.    | Össz.    | Idő     | Helyezés |
| -------------------------------------------------------- | --------------- | -------- | -------- | -------- | ----------- | ----------- | ----------- | -------- | -------- | -------- | ------- | -------- |
| Norfalia Carabalí                                        | 400 m           | 52,36    | 4.       | 24.      | 52,63       | 7.          | 27.         | kiesett  | kiesett  | kiesett  | kiesett | kiesett  |
| Mayte Martínez                                           | 800 m           | 1:59,60  | 1.       | 5.       |             |             |             | 2:03,27  | 8.       | 15.      | kiesett | kiesett  |
| Nuría Fernández                                          | 1500 m          | 4:11,46  | 5.       | 22.      |             |             |             | 4:10,92  | 10.      | 19.      | kiesett | kiesett  |
| Natalia Rodríguez                                        | 1500 m          | 4:22,82  | 12.      | 37.      |             |             |             | kiesett  | kiesett  | kiesett  | kiesett | kiesett  |
| Beatriz Santiago                                         | 5000 m          | 15:31,94 | 8.       | 22.      |             |             |             |          |          |          | kiesett | kiesett  |
| Marta Domínguez                                          | 5000 m          | 15:45,07 | 10.      | 27.      |             |             |             |          |          |          | kiesett | kiesett  |
| María Teresa Récio                                       | 10 000 m        | 33:36,44 | 14.      | 27.      |             |             |             |          |          |          | kiesett | kiesett  |
| María Abel                                               | 10 000 m        | 34:05,44 | 15.      | 30.      |             |             |             |          |          |          | kiesett | kiesett  |
| Ana Isabel Alonso                                        | Maraton         |          |          |          |             |             |             |          |          |          | 2:36:45 | 30.      |
| Griselda González                                        | Maraton         |          |          |          |             |             |             |          |          |          | 2:38:28 | 33.      |
| María Luisa Muñoz                                        | Maraton         |          |          |          |             |             |             |          |          |          | 2:45:40 | 39.      |
| María Vascó                                              | 20 km gyaloglás |          |          |          |             |             |             |          |          |          | 1:30:23 |          |
| Encarnación Granados                                     | 20 km gyaloglás |          |          |          |             |             |             |          |          |          | 1:35:06 | 20.      |
| Eva Pérez                                                | 20 km gyaloglás |          |          |          |             |             |             |          |          |          | 1:36:35 | 27.      |
| Julia Alba Norfalia Carabalí Miriam Bravo Mayte Martínez | 4 × 400 m váltó | 3:32,45  | 6.       | 17.      |             |             |             |          |          |          | kiesett | kiesett  |

| Versenyző             | Versenyszám   | Selejtező             | Selejtező             | Döntő    | Döntő    |
| Versenyző             | Versenyszám   | Eredmény              | Helyezés              | Eredmény | Helyezés |
| --------------------- | ------------- | --------------------- | --------------------- | -------- | -------- |
| Marta Mendía          | Magasugrás    | 189 cm                | 22.                   | kiesett  | kiesett  |
| María del Mar Sánchez | Rúdugrás      | 425 cm                | 15.*                  | kiesett  | kiesett  |
| Concepción Montaner   | Távolugrás    | érvényes ugrás nélkül | érvényes ugrás nélkül | kiesett  | kiesett  |
| Carlota Castrejana    | Hármasugrás   | 13,76 m               | 18.                   | kiesett  | kiesett  |
| Martina de la Puente  | Súlylökés     | 16,30 m               | 23.                   | kiesett  | kiesett  |
| Alice Matějková       | Diszkoszvetés | 54,19 m               | 28.                   | kiesett  | kiesett  |
| Marta Míguez          | Gerelyhajítás | 55,52 m               | 25.                   | kiesett  | kiesett  |

| Versenyző   | Versenyszám | 100 m gát | 100 m gát | Magasugrás | Magasugrás | Súlylökés | Súlylökés | 200 m | 200 m | Távolugrás | Távolugrás | Gerelyhajítás | Gerelyhajítás | 800 m         | 800 m         | Végeredmény   | Végeredmény   |
| Versenyző   | Versenyszám | Idő       | Pont      | Eredmény   | Pont       | Eredmény  | Pont      | Idő   | Pont  | Eredmény   | Pont       | Eredmény      | Pont          | Idő           | Pont          | Pont          | Helyezés      |
| ----------- | ----------- | --------- | --------- | ---------- | ---------- | --------- | --------- | ----- | ----- | ---------- | ---------- | ------------- | ------------- | ------------- | ------------- | ------------- | ------------- |
| Inma Clopés | Hétpróba    | 14,20     | 950       | 166 cm     | 806        | 12,70 m   | 707       | 26,25 | 775   | nem indult | nem indult | nem ért célba | nem ért célba | nem ért célba | nem ért célba | nem ért célba | nem ért célba |

* - egy másik versenyzővel azonos eredményt ért el

*** - három másik versenyzővel azonos eredményt ért el

## Cselgáncs
Férfi
| Versenyző               | Versenyszám | Selejtező         | 32-es főtábla                           | Nyolcaddöntő                       | Negyeddöntő                          | Elődöntő          | Vigaszág első kör                     | Vigaszág negyeddöntő                    | Vigaszág elődöntő                   | Bronz- mérkőzés   | Döntő             | Helyezés    |
| Versenyző               | Versenyszám | Ellenfél Eredmény | Ellenfél Eredmény                       | Ellenfél Eredmény                  | Ellenfél Eredmény                    | Ellenfél Eredmény | Ellenfél Eredmény                     | Ellenfél Eredmény                       | Ellenfél Eredmény                   | Ellenfél Eredmény | Ellenfél Eredmény | Helyezés    |
| ----------------------- | ----------- | ----------------- | --------------------------------------- | ---------------------------------- | ------------------------------------ | ----------------- | ------------------------------------- | --------------------------------------- | ----------------------------------- | ----------------- | ----------------- | ----------- |
| Óscar Peñas             | Légsúly     | erőnyerő          | John Buchanan (GBR) · 0110-0010         | Bazarbek Donbaj (KAZ) · 0010-0110  | kiesett                              | kiesett           |                                       |                                         |                                     |                   |                   | helyezetlen |
| Kiyoshi Uematsu         | Harmatsúly  | erőnyerő          | Kevin Ngapoula-Mbembo (CGO) · 1000-0000 | Alex Ottiano (USA) · 0020-0000     | Larbi Ben Boudaoud (FRA) · 0000-1010 |                   |                                       | Han Dzsihvan (KOR) · 0001-0010          | kiesett                             | kiesett           |                   | 9.          |
| Ricardo Echarte         | Váltósúly   | erőnyerő          | Gastón García (ARG) · 0001-0002         | kiesett                            | kiesett                              | kiesett           |                                       |                                         |                                     |                   |                   | helyezetlen |
| Fernando González Pérez | Középsúly   |                   | Lee Chih-Feng (TPE) · 0201-0000         | Carlos Honorato (BRA) · 0010-0100  |                                      |                   | Krisna Bayu (INA) · 1001-0100         | Josida Hidehiko (JPN) · mérkőzés nélkül | Ruszlan Masurenko (UKR) · 0000-1000 | kiesett           |                   | 7.          |
| Ernesto Pérez           | Nehézsúly   | erőnyerő          | Ahmed Baly (EGY) · 1010-0030            | Indrek Pertelson (EST) · 0001-0200 |                                      |                   | Steeve Nguema Ndong (GAB) · 1000-0000 | Daniel Hernandes (BRA) · 1000-0001      | Selim Tataroğlu (TUR) · 0000-1020   | kiesett           |                   | 7.          |

Női
| Versenyző         | Versenyszám  | Selejtező                               | Nyolcaddöntő                      | Negyeddöntő                      | Elődöntő                      | Vigaszág első kör | Vigaszág negyeddöntő                  | Vigaszág elődöntő                     | Bronz- mérkőzés                 | Döntő                              | Helyezés    |
| Versenyző         | Versenyszám  | Ellenfél Eredmény                       | Ellenfél Eredmény                 | Ellenfél Eredmény                | Ellenfél Eredmény             | Ellenfél Eredmény | Ellenfél Eredmény                     | Ellenfél Eredmény                     | Ellenfél Eredmény               | Ellenfél Eredmény                  | Helyezés    |
| ----------------- | ------------ | --------------------------------------- | --------------------------------- | -------------------------------- | ----------------------------- | ----------------- | ------------------------------------- | ------------------------------------- | ------------------------------- | ---------------------------------- | ----------- |
| Vanesa Arenas     | Légsúly      | erőnyerő                                | Adriana Angeles (MEX) · 0021-0020 | Csha Hjonhjang (PRK) · 0001-0010 |                               |                   | Sarah Nichilo-Rosso (FRA) · 0000-1001 | kiesett                               | kiesett                         |                                    | 9.          |
| Miren León        | Harmatsúly   | erőnyerő                                | Legna Verdecia (CUB) · 0001-1011  |                                  |                               |                   | Carolina Mariani (ARG) · 1001-0002    | Deborah Gravenstijn (NED) · 0000-1000 | kiesett                         |                                    | 7.          |
| Isabel Fernández  | Könnyűsúly   | Hisigbatín Erdenet-Od (MGL) · 1011-0000 | Ellen Wilson (USA) · 0013-0001    | Kuszakabe Kie (JPN) · 0001-0001  | Pekli Mária (AUS) · 0000-0000 |                   |                                       |                                       |                                 | Driulys González (CUB) · 0100-0010 |             |
| Sara Álvarez      | Váltósúly    | erőnyerő                                | Vânia Ishii (BRA) · 0010-1001     | kiesett                          | kiesett                       |                   |                                       |                                       |                                 |                                    | helyezetlen |
| Úrsula Martín     | Középsúly    | Andrea Pažoutová (CZE) · 0120-0000      | Ulla Werbrouck (BEL) · 0001-0000  | Ueno Maszae (JPN) · 1001-0010    | Kate Howey (GBR) · 0000-1001  |                   |                                       |                                       | Ylenia Scapin (ITA) · 0000-1000 |                                    | 5.          |
| Esther San Miguel | Félnehézsúly | Hsu Yuan-Lin (TPE) · 1001-0010          | Céline Lebrun (FRA) · 0000-1000   |                                  |                               |                   | I Szojon (KOR) · 0000-1000            | kiesett                               | kiesett                         |                                    | 9.          |
| Beatriz Martín    | Nehézsúly    | Brigitte Olivier (BEL) · 0000-1000      | kiesett                           | kiesett                          | kiesett                       |                   |                                       |                                       |                                 |                                    | helyezetlen |

## Evezés
Férfi
| Versenyző                      | Versenyszám              | Előfutam | Előfutam | Vigaszág | Vigaszág | Elődöntő | Elődöntő | Elődöntő | Döntő | Döntő   | Döntő | Helyezés |
| Versenyző                      | Versenyszám              | Idő      | Hely.    | Idő      | Hely.    | Típus    | Idő      | Hely.    | Típus | Idő     | Hely. | Helyezés |
| ------------------------------ | ------------------------ | -------- | -------- | -------- | -------- | -------- | -------- | -------- | ----- | ------- | ----- | -------- |
| Mauricio Monteserín Jaime Ríos | Kétpárevezős             | 6:42,69  | 6.       | 6:46,50  | 5.       |          |          |          | C     | 6:40,17 | 4.    | 16.      |
| Juan Zunzunegui Rubén Álvarez  | Könnyűsúlyú kétpárevezős | 6:34,89  | 2.       | 6:39,20  | 1.       | A/B      | 6:39,49  | 6.       | B     | 6:31,49 | 3.    | 9.       |

## Gyeplabda

### Férfi
| Spanyol férfi gyeplabdacsapat-játékoskeret                                                                              | Spanyol férfi gyeplabdacsapat-játékoskeret                                                                                    |
| --- | --- |
| - Ramón Jufresa - Bernardino Herrera - Kim Malgosa - Jaime Amat - Kiko Fábregas - Juan Escarré - Jordi Casas - Pol Amat | - Eduard Tubau - Javier Arnau - Ramón Sala - Juan Antonio Dinarés - Josep Sánchez - Pablo Usoz - Xavier Ribas - Rodrigo Garza |

#### Eredmények
Csoportkör
B csoport
| Csapat              | M | Gy | D | V | G+ | G– | Gk | P  |
| ------------------- | - | -- | - | - | -- | -- | -- | -- |
| Ausztrália (AUS)    | 5 | 3  | 2 | 0 | 12 | 6  | +6 | 11 |
| Dél-Korea (KOR)     | 5 | 2  | 2 | 1 | 9  | 7  | +2 | 8  |
| India (IND)         | 5 | 2  | 2 | 1 | 9  | 7  | +2 | 8  |
| Argentína (ARG)     | 5 | 1  | 2 | 2 | 13 | 13 | 0  | 5  |
| Lengyelország (POL) | 5 | 1  | 2 | 2 | 12 | 14 | –2 | 4  |
| Spanyolország (ESP) | 5 | 0  | 2 | 3 | 7  | 15 | –8 | 2  |

| 2000. szeptember 16. 18:30 | Spanyolország (ESP) | 1–1   | Dél-Korea (KOR)    | Játékvezetők: Peter von Reth (NED), Sumesh Putra (CAN) |
| 2000. szeptember 16. 18:30 | Amat 2'             | (1–1) | Szong Szongthe 29' | Játékvezetők: Peter von Reth (NED), Sumesh Putra (CAN) |

| 2000. szeptember 19. 10:30 | Spanyolország (ESP) | 1–4   | Lengyelország (POL)                              | Játékvezetők: Amarjit Singh (MAS), Steven Horgan (USA) |
| 2000. szeptember 19. 10:30 | Arnau 51'           | (0–3) | Grzeszczak 15' · Mikula 16', 38' · Grotowski 28' | Játékvezetők: Amarjit Singh (MAS), Steven Horgan (USA) |

| 2000. szeptember 21. 13:30 | Spanyolország (ESP)  | 2–2   | Ausztrália (AUS)        | Játékvezetők: John Wright (RSA), Steven Horgan (USA) |
| 2000. szeptember 21. 13:30 | Amat 12' · Arnau 36' | (1–1) | Davies 8' · Commens 40' | Játékvezetők: John Wright (RSA), Steven Horgan (USA) |

| 2000. szeptember 23. 15:30 | Spanyolország (ESP)     | 2–3   | India (IND)                             | Játékvezetők: Sumesh Putra (CAN), Christian Siebrecht (GER) |
| 2000. szeptember 23. 15:30 | Ribas 22' · Sanchez 48' | (1–2) | B. Szingh Dhijon 16', 43' · Tirkej 35+' | Játékvezetők: Sumesh Putra (CAN), Christian Siebrecht (GER) |

| 2000. szeptember 25. 8:30 | Spanyolország (ESP) | 1–5   | Argentína (ARG)                                | Játékvezetők: Ray O′Connor (IRL), Amarjit Singh (MAS) |
| 2000. szeptember 25. 8:30 | Ribas 5'            | (1–1) | Lombi 23', 45', 66' · M. Vila 54' · Almada 57' | Játékvezetők: Ray O′Connor (IRL), Amarjit Singh (MAS) |

A 9–12. helyért
| 2000. szeptember 27. 20:30 | Malajzia (MAS) | 0–1   | Spanyolország (ESP) | State Hockey Centre, Sydney Játékvezetők: Steven Horgan (USA), John Wright (RSA) |
| 2000. szeptember 27. 20:30 |                | (0–0) | Amat 62'            | State Hockey Centre, Sydney Játékvezetők: Steven Horgan (USA), John Wright (RSA) |

A 9. helyért
| 2000. szeptember 30. 14:00 | Spanyolország (ESP)                | 3–0   | Kanada (CAN) | State Hockey Centre, Sydney Játékvezetők: Richard Wolter (GER), Eric Denis (BEL) |
| 2000. szeptember 30. 14:00 | Ribas 6' · Tubau 19' · Escarré 56' | (2–0) |              | State Hockey Centre, Sydney Játékvezetők: Richard Wolter (GER), Eric Denis (BEL) |

| Csapat              | Helyezés |
| ------------------- | -------- |
| Spanyolország (ESP) | 9.       |

### Női
| Spanyol női gyeplabdacsapat-játékoskeret                                                                                                   | Spanyol női gyeplabdacsapat-játékoskeret |
| --- | --- |
| - Elena Carrión - Nuria Moreno - Amanda González - Carmen Barea - Sonia de Ignacio - María del Carmen Martín - Sonia Barrio - Silvia Muñoz | - Lucía López - María del Mar Feito - Maider Tellería - Elena Urkizu - Begoña Larzábal - Erdoitza Goikoetxea - Cibeles Romero - Núria Camón |

#### Eredmények
Csoportkör
A csoport
| Csapat               | M | Gy | D | V | G+ | G– | Gk | P  |
| -------------------- | - | -- | - | - | -- | -- | -- | -- |
| Ausztrália (AUS)     | 4 | 3  | 1 | 0 | 9  | 3  | +6 | 10 |
| Argentína (ARG)      | 4 | 2  | 0 | 2 | 5  | 6  | –1 | 6  |
| Spanyolország (ESP)  | 4 | 1  | 2 | 1 | 2  | 3  | –1 | 5  |
| Nagy-Britannia (GBR) | 4 | 1  | 1 | 2 | 5  | 5  | 0  | 4  |
| Dél-Korea (KOR)      | 4 | 0  | 2 | 2 | 4  | 8  | –4 | 2  |

| 2000. szeptember 17. 18:30 | Dél-Korea (KOR) | 0–0 | Spanyolország (ESP) | Játékvezetők: Lyn Farrell (NZL), Jean Buchanan (RSA) |
| 2000. szeptember 17. 18:30 |                 |     |                     | Játékvezetők: Lyn Farrell (NZL), Jean Buchanan (RSA) |

| 2000. szeptember 19. 15:30 | Ausztrália (AUS) | 1–1   | Spanyolország (ESP) | Játékvezetők: Lyn Farrell (NZL), Miriam van Gemert (NED) |
| 2000. szeptember 19. 15:30 | Annan 7'         | (1–1) | Ignacio 2'          | Játékvezetők: Lyn Farrell (NZL), Miriam van Gemert (NED) |

| 2000. szeptember 21. 10:30 | Argentína (ARG) | 0–1   | Spanyolország (ESP) | Játékvezetők: Marelize de Klerk (RSA), Kazuko Yasueda (JPN) |
| 2000. szeptember 21. 10:30 |                 | (0–0) | Goikoetxea 40'      | Játékvezetők: Marelize de Klerk (RSA), Kazuko Yasueda (JPN) |

| 2000. szeptember 22. 20:30 | Nagy-Britannia (GBR)     | 2–0   | Spanyolország (ESP) | Játékvezetők: Jean Buchanan (RSA), Marelize de Klerk (RSA) |
| 2000. szeptember 22. 20:30 | Clewlow 48' · Cullen 65' | (0–0) |                     | Játékvezetők: Jean Buchanan (RSA), Marelize de Klerk (RSA) |

Középdöntő
| Csapat              | M | Gy | D | V | G+ | G– | Gk  | P  |
| ------------------- | - | -- | - | - | -- | -- | --- | -- |
| Ausztrália (AUS)    | 5 | 4  | 1 | 0 | 17 | 3  | +14 | 13 |
| Argentína (ARG)     | 5 | 3  | 0 | 2 | 13 | 7  | +6  | 9  |
| Hollandia (NED)     | 5 | 2  | 0 | 3 | 8  | 14 | –6  | 6  |
| Spanyolország (ESP) | 5 | 1  | 3 | 1 | 5  | 5  | 0   | 6  |
| Kína (CHN)          | 5 | 1  | 1 | 3 | 4  | 10 | –6  | 4  |
| Új-Zéland (NZL)     | 5 | 1  | 1 | 3 | 8  | 16 | –8  | 4  |

| 2000. szeptember 24. 11:00 | Spanyolország (ESP) | 0–0 | Kína (CHN) | State Hockey Centre, Sydney Játékvezetők: Gina Spitaleri (ITA), Marelize de Klerk (RSA) |
| 2000. szeptember 24. 11:00 |                     |     |            | State Hockey Centre, Sydney Játékvezetők: Gina Spitaleri (ITA), Marelize de Klerk (RSA) |

| 2000. szeptember 25. 20:30 | Spanyolország (ESP)     | 2–2   | Új-Zéland (NZL)         | State Hockey Centre, Sydney Játékvezetők: Miriam van Gemert (NED), Gill Clarke (GBR) |
| 2000. szeptember 25. 20:30 | Barrio 13' · Camón 70+' | (1–0) | Smith 46' · Trolove 60' | State Hockey Centre, Sydney Játékvezetők: Miriam van Gemert (NED), Gill Clarke (GBR) |

| 2000. szeptember 27. 11:00 | Spanyolország (ESP) | 1–2   | Hollandia (NED)         | State Hockey Centre, Sydney Játékvezetők: Lee Mi-Ok (KOR), Ute Conen (GER) |
| 2000. szeptember 27. 11:00 | Ignacio 68'         | (0–1) | van der Wielen 28', 63' | State Hockey Centre, Sydney Játékvezetők: Lee Mi-Ok (KOR), Ute Conen (GER) |

Bronzmérkőzés
| 2000. szeptember 29. 17:30 | Hollandia (NED)            | 2–0   | Spanyolország (ESP) | State Hockey Centre, Sydney Játékvezetők: Gill Clarke (GBR), GIna Spitaleri (ITA) |
| 2000. szeptember 29. 17:30 | Boomgaardt 10' · Thate 55' | (1–0) |                     | State Hockey Centre, Sydney Játékvezetők: Gill Clarke (GBR), GIna Spitaleri (ITA) |

| Csapat              | Helyezés |
| ------------------- | -------- |
| Spanyolország (ESP) | 4.       |

## Íjászat
Női
| Versenyző         | Versenyszám | Selejtező | Selejtező | 64-es főtábla                          | 32-es főtábla     | Nyolcaddöntő      | Negyeddöntő       | Elődöntő          | Döntő             | Helyezés |
| Versenyző         | Versenyszám | Pont      | Kiemelt   | Ellenfél Eredmény                      | Ellenfél Eredmény | Ellenfél Eredmény | Ellenfél Eredmény | Ellenfél Eredmény | Ellenfél Eredmény | Helyezés |
| ----------------- | ----------- | --------- | --------- | -------------------------------------- | ----------------- | ----------------- | ----------------- | ----------------- | ----------------- | -------- |
| Almudena Gallardo | Egyéni      | 625       | 36.       | Hanna Karaszjova (BLR) (29.) · 162-163 | kiesett           | kiesett           | kiesett           | kiesett           | kiesett           | 33.      |

## Kajak-kenu

### Síkvízi
Férfi
| Versenyző                      | Versenyszám        | Előfutam | Előfutam | Előfutam | Elődöntő | Elődöntő | Elődöntő | Döntő    | Döntő    |
| Versenyző                      | Versenyszám        | Idő      | Hely.    | Össz.    | Idő      | Hely.    | Össz.    | Idő      | Helyezés |
| ------------------------------ | ------------------ | -------- | -------- | -------- | -------- | -------- | -------- | -------- | -------- |
| Jovino González                | Kajak egyes 500 m  | 1:40,761 | 3.       | 4.       | 1:41,168 | 2.       | 9.       | 2:03,889 | 6.       |
| Emilio Merchán                 | Kajak egyes 1000 m | 3:36,591 | 2.       | 6.       | 3:40,263 | 3.       | 10.      | 3:39,965 | 9.       |
| José Manuel Crespo             | Kenu egyes 500 m   | 1:53,862 | 5.       | 11.      | 1:54,765 | 7.       | 7.       | kiesett  | kiesett  |
| José Manuel Crespo             | Kenu egyes 1000 m  | 4:04,528 | 7.       | 15.      | 4:04,042 | 6.       | 6.       | kiesett  | kiesett  |
| David Mascató José Alfredo Bea | Kenu kettes 500 m  | 1:44,973 | 5.       | 8.       | 1:45,677 | 2.       | 2.       | 1:56,600 | 4.       |
| David Mascató José Alfredo Bea | Kenu kettes 1000 m | 3:37,697 | 2.       | 3.       |          |          |          | 3:54,053 | 9.       |

Női
| Versenyző                                                      | Versenyszám        | Előfutam | Előfutam | Előfutam | Elődöntő | Elődöntő | Elődöntő | Döntő    | Döntő    |
| Versenyző                                                      | Versenyszám        | Idő      | Hely.    | Össz.    | Idő      | Hely.    | Össz.    | Idő      | Helyezés |
| -------------------------------------------------------------- | ------------------ | -------- | -------- | -------- | -------- | -------- | -------- | -------- | -------- |
| Teresa Portela                                                 | Kajak egyes 500 m  | 1:59,153 | 7.       | 14.      | 1:58,932 | 7.       | 7.       | kiesett  | kiesett  |
| María Isabel García Belén Sánchez                              | Kajak kettes 500 m | 1:45,527 | 4.       | 8.       | 1:45,144 | 2.       | 2.       | 2:04,208 | 7.       |
| Izaskun Aramburu Beatriz Manchón Ana María Penas Belén Sánchez | Kajak négyes 500 m | 1:35,298 | 3.       | 4.       |          |          |          | 1:38,654 | 8.       |

### Szlalom
| Versenyző                  | Versenyszám       | Selejtező | Selejtező | Selejtező | Selejtező | Selejtező  | Selejtező  | Döntő    | Döntő    | Döntő    | Döntő    | Döntő      | Döntő      |
| Versenyző                  | Versenyszám       | 1. futam  | 1. futam  | 2. futam  | 2. futam  | Összesítés | Összesítés | 1. futam | 1. futam | 2. futam | 2. futam | Összesítés | Összesítés |
| Versenyző                  | Versenyszám       | Pont      | Hely.     | Pont      | Hely.     | Pont       | Hely.      | Pont     | Hely.    | Pont     | Hely.    | Pont       | Helyezés   |
| -------------------------- | ----------------- | --------- | --------- | --------- | --------- | ---------- | ---------- | -------- | -------- | -------- | -------- | ---------- | ---------- |
| Esteban Aracama            | Férfi kajak egyes | 133,33    | 16.       | 134,42    | 17.       | 267,75     | 18.        | kiesett  | kiesett  | kiesett  | kiesett  | kiesett    | kiesett    |
| Carles Joanmartí           | Férfi kajak egyes | 133,80    | 17.       | 142,08    | 19.       | 275,88     | 19.        | kiesett  | kiesett  | kiesett  | kiesett  | kiesett    | kiesett    |
| Jon Ergüín                 | Férfi kenu egyes  | 192,14    | 16.       | 170,48    | 16.       | 362,62     | 16.        | kiesett  | kiesett  | kiesett  | kiesett  | kiesett    | kiesett    |
| Toni Herreros Marc Vicente | Férfi kenu kettes | 195,93    | 11.       | 148,69    | 10.       | 344,62     | 10.        | kiesett  | kiesett  | kiesett  | kiesett  | kiesett    | kiesett    |
| María Eizmendi             | Női kajak egyes   | 160,02    | 14.       | 151,15    | 11.       | 311,17     | 12.        | 136,97   | 13.      | 139,58   | 15.      | 276,55     | 14.        |

## Kerékpározás

### Hegyi-kerékpározás
| Versenyző            | Versenyszám        | Idő                   | Helyezés |
| -------------------- | ------------------ | --------------------- | -------- |
| José Antonio Hermida | Férfi terepverseny | 2:11:42,91 (+2:40,41) | 4.       |
| Roberto Lezaun       | Férfi terepverseny | 2:15:56,99 (+6:54,49) | 15.      |
| Marga Fullana        | Női terepverseny   | 2:03:48,38 (+33,01)   |          |
| Silvia Rovira        | Női terepverseny   | 1:58:59,37 (+9:34,99) | 14.      |

### Országúti kerékpározás
| Versenyző             | Versenyszám   | Idő                     | Helyezés      |
| --------------------- | ------------- | ----------------------- | ------------- |
| Abraham Olano         | Időfutam      | 0:58:31,647 (+0:51,227) | 4.            |
| Abraham Olano         | Mezőnyverseny | 5:30:46 (+1:38)         | 60.           |
| Óscar Freire          | Mezőnyverseny | 5:30:46 (+1:38)         | 17.           |
| Juan Carlos Domínguez | Mezőnyverseny | nem ért célba           | nem ért célba |
| Miguel Ángel Martín   | Mezőnyverseny | nem ért célba           | nem ért célba |
| Santos González       | Mezőnyverseny | nem ért célba           | nem ért célba |
| Santos González       | Időfutam      | 0:59:03,202 (+1:22,782) | 8.            |

Női
| Versenyző        | Versenyszám   | Idő                     | Helyezés |
| ---------------- | ------------- | ----------------------- | -------- |
| Fátima Blázquez  | Mezőnyverseny | 3:10:33 (+4:02)         | 34.      |
| Mercedes Cagigas | Mezőnyverseny | 3:28:29 (+21:58)        | 48.      |
| Joane Somarriba  | Mezőnyverseny | 3:06:31 (+0:00)         | 14.      |
| Joane Somarriba  | Időfutam      | 0:43:06,620 (+1:05,839) | 5.       |
| Dori Ruano       | Időfutam      | 0:44:37,369 (+2:36,588) | 18.      |

### Pálya-kerékpározás
Sprintversenyek
| Versenyző                                                    | Versenyszám  | Selejtező | Selejtező | 1. forduló                           | Vigaszág               | Vigaszág | 2. forduló                 | Vigaszág               | Vigaszág | 9–12. helyért          | 9–12. helyért | Negyeddöntő                             | 5–8. helyért                                                           | 5–8. helyért | Elődöntő             | Döntő                | Helyezés |
| Versenyző                                                    | Versenyszám  | Idő       | Hely.     | Ellenfél Győztes idő                 | Ellenfelek Győztes idő | Hely.    | Ellenfél Győztes idő       | Ellenfelek Győztes idő | Hely.    | Ellenfelek Győztes idő | Hely.         | Ellenfél Győztes idő                    | Ellenfelek Győztes idő                                                 | Hely.        | Ellenfél Győztes idő | Ellenfél Győztes idő | Helyezés |
| ------------------------------------------------------------ | ------------ | --------- | --------- | ------------------------------------ | ---------------------- | -------- | -------------------------- | ---------------------- | -------- | ---------------------- | ------------- | --------------------------------------- | ---------------------------------------------------------------------- | ------------ | -------------------- | -------------------- | -------- |
| José Antonio Villanueva                                      | Férfi egyéni | 10,556    | 12.       | Craig MacLean (GBR) · verseny nélkül |                        |          | Pavel Buráň (CZE) · 11,382 |                        |          |                        |               | Florian Rousseau (FRA) · 10,744; 10,781 | Jan van Eijden (GER) · Sean Eadie (AUS) · Craig MacLean (GBR) · 11,040 | 2.           |                      |                      | 6.       |
| José Antonio Escuredo José Antonio Villanueva Salvador Meliá | Férfi csapat | 45,799    | 9.        | kiesett                              |                        |          |                            |                        |          |                        |               |                                         |                                                                        |              |                      | kiesett              | 9.       |

Üldözőversenyek
| Versenyző                                                      | Versenyszám  | Selejtező | Selejtező | Negyeddöntő  | Negyeddöntő | Elődöntő     | Elődöntő  | Döntő        | Döntő     | Döntő    |
| Versenyző                                                      | Versenyszám  | Idő       | Hely.     | Ellenfél Idő | Saját idő   | Ellenfél Idő | Saját idő | Ellenfél Idő | Saját idő | Helyezés |
| -------------------------------------------------------------- | ------------ | --------- | --------- | ------------ | ----------- | ------------ | --------- | ------------ | --------- | -------- |
| Toni Tauler                                                    | Férfi egyéni | 4:34,415  | 16.       |              |             | kiesett      | kiesett   | kiesett      | kiesett   | kiesett  |
| Miguel Alzamora Isaac Gálvez Toni Tauler José Francisco Jarque | Férfi csapat | 4:15,547  | 12.       | kiesett      | kiesett     | kiesett      | kiesett   | kiesett      | kiesett   | kiesett  |

Időfutam
| Név           | Versenyszám  | Idő      | Helyezés |
| ------------- | ------------ | -------- | -------- |
| David Cabrero | Férfi egyéni | 1:07,710 | 15.      |

Pontversenyek
| Név                        | Versenyszám       | Pont | Körhátrány | Helyezés |
| -------------------------- | ----------------- | ---- | ---------- | -------- |
| Joan Llaneras              | Férfi pontverseny | 14   | 0          |          |
| Dori Ruano                 | Női pontverseny   | 10   | 0          | 7.       |
| Joan Llaneras Isaac Gálvez | Férfi madison     | 3    | 0          | 13.      |

Keirin
| Versenyző     | Versenyszám | 1. forduló | Vigaszág | 2. forduló | Döntő    |
| Versenyző     | Versenyszám | Helyezés   | Helyezés | Helyezés   | Helyezés |
| ------------- | ----------- | ---------- | -------- | ---------- | -------- |
| David Cabrero | Férfi       | 3.         | 1.       | 4.         | kiesett  |

## Kézilabda

### Férfi
| Spanyol férfi kézilabdacsapat-játékoskeret                                                                                                | Spanyol férfi kézilabdacsapat-játékoskeret                                                                          |
| --- | --- |
| - Alberto Urdiales - Andrei Xepkin - Antonio Ortega - Antonio Ugalde - David Barrufet - Demetrio Lozano - Enric Massip - Iñaki Urdangarín | - Josu Olalla - Jordi Nuñez - Juan Pérez - Mateo Garralda - Rafael Guijosa - Talant Dujsebajev - Xavier O’Callaghan |

#### Eredmények
Csoportkör
B csoport
| Csapat              | M | Gy | D | V | G+  | G–  | Gk  | P  |
| ------------------- | - | -- | - | - | --- | --- | --- | -- |
| Svédország (SWE)    | 5 | 5  | 0 | 0 | 155 | 121 | +34 | 10 |
| Franciaország (FRA) | 5 | 3  | 1 | 1 | 120 | 104 | +16 | 7  |
| Spanyolország (ESP) | 5 | 3  | 0 | 2 | 144 | 126 | +18 | 6  |
| Szlovénia (SLO)     | 5 | 2  | 1 | 2 | 137 | 127 | +10 | 5  |
| Tunézia (TUN)       | 5 | 1  | 0 | 4 | 111 | 117 | –6  | 2  |
| Ausztrália (AUS)    | 5 | 0  | 0 | 5 | 106 | 178 | –72 | 0  |

| 2000. szeptember 16. 16:30 | Spanyolország (ESP) | 24–22   | Tunézia (TUN) | Játékvezetők: Marjan Nacsevszki, Dragan Nacsevszki (MKD) |
| 2000. szeptember 16. 16:30 | Dujsebajev 7        | (12–10) | Ben Amor 6    | Játékvezetők: Marjan Nacsevszki, Dragan Nacsevszki (MKD) |
| 2000. szeptember 16. 16:30 | 7× 3× 1×            |         | 5× 3×         | Játékvezetők: Marjan Nacsevszki, Dragan Nacsevszki (MKD) |

| 2000. szeptember 18. 16:30 | Ausztrália (AUS) | 23–39  | Spanyolország (ESP) | Játékvezetők: Thomas Bojsen, Tugomir Anusic (USA) |
| 2000. szeptember 18. 16:30 | Sestic 5         | (7–17) | Guijosa 10          | Játékvezetők: Thomas Bojsen, Tugomir Anusic (USA) |
| 2000. szeptember 18. 16:30 | 5× 2×            |        | 3× 2×               | Játékvezetők: Thomas Bojsen, Tugomir Anusic (USA) |

| 2000. szeptember 20. 19:30 | Spanyolország (ESP) | 23–25   | Franciaország (FRA) | Játékvezetők: Jan Boye, Bjarne-Munk Jensen (DEN) |
| 2000. szeptember 20. 19:30 | Guijosa 7           | (11–11) | Fernandez 7         | Játékvezetők: Jan Boye, Bjarne-Munk Jensen (DEN) |
| 2000. szeptember 20. 19:30 | 4× 3×               |         | 6× 3×               | Játékvezetők: Jan Boye, Bjarne-Munk Jensen (DEN) |

| 2000. szeptember 22. 16:30 | Spanyolország (ESP) | 31–28   | Szlovénia (SLO) | Játékvezetők: Juri Litvinov, Valeri Khudoerko (RUS) |
| 2000. szeptember 22. 16:30 | négy játékos 5      | (17–13) | Lubej 9         | Játékvezetők: Juri Litvinov, Valeri Khudoerko (RUS) |
| 2000. szeptember 22. 16:30 | 5× 3×               |         | 3× 3×           | Játékvezetők: Juri Litvinov, Valeri Khudoerko (RUS) |

| 2000. szeptember 24. 19:30 | Svédország (SWE) | 28–27  | Spanyolország (ESP) | Játékvezetők: Vaclav Kohout, Ivan Dolejs (CZE) |
| 2000. szeptember 24. 19:30 | Lövgren 7        | (11–9) | Guijosa 8           | Játékvezetők: Vaclav Kohout, Ivan Dolejs (CZE) |
| 2000. szeptember 24. 19:30 | 8× 2× 1×         |        | 7× 3× 1×            | Játékvezetők: Vaclav Kohout, Ivan Dolejs (CZE) |

Negyeddöntő
| 2000. szeptember 26. 16:30 | Spanyolország (ESP) | 27–26   | Németország (GER) | Játékvezetők: Francois Garcia, Jean-Pierre Moreno (FRA) |
| 2000. szeptember 26. 16:30 | Guijosa 9           | (11–13) | Kretzschmar 6     | Játékvezetők: Francois Garcia, Jean-Pierre Moreno (FRA) |
| 2000. szeptember 26. 16:30 | 3× 3× 1×            |         | 4× 3×             | Játékvezetők: Francois Garcia, Jean-Pierre Moreno (FRA) |

Elődöntő
| 2000. szeptember 29. 16:30 | Spanyolország (ESP) | 25–32   | Svédország (SWE) | Játékvezetők: Marjan Nachevski, Dragan Nachevski (MKD) |
| 2000. szeptember 29. 16:30 | Massip, Ortega 6    | (10–15) | Wislander 9      | Játékvezetők: Marjan Nachevski, Dragan Nachevski (MKD) |
| 2000. szeptember 29. 16:30 | 4× 3×               |         | 9× 3×            | Játékvezetők: Marjan Nachevski, Dragan Nachevski (MKD) |

Bronzmérkőzés
| 2000. szeptember 30. 19:30 | Jugoszlávia (SCG)       | 22–26  | Spanyolország (ESP) | Játékvezetők: Jan Boye, Bjarne-Munk Jensen (DEN) |
| 2000. szeptember 30. 19:30 | Milosavljević, Škrbić 6 | (9–12) | Ortega 7            | Játékvezetők: Jan Boye, Bjarne-Munk Jensen (DEN) |
| 2000. szeptember 30. 19:30 | 7× 3×                   |        | 7× 3×               | Játékvezetők: Jan Boye, Bjarne-Munk Jensen (DEN) |

| Csapat              | Helyezés |
| ------------------- | -------- |
| Spanyolország (ESP) |          |

## Kosárlabda

### Férfi
| Spanyol férfi kosárlabdacsapat-játékoskeret                                                                       | Spanyol férfi kosárlabdacsapat-játékoskeret                                                             |
| --- | --- |
| - Alberto Angulo - Rodrigo de la Fuente - Ignacio de Miguel - Roberto Dueñas - Jorge Garbajosa - Alberto Herreros | - Carlos Jiménez - Raúl López - Juan Carlos Navarro - Alfonso Reyes - Ignacio Rodríguez - Johnny Rogers |

#### Eredmények
Csoportkör
B csoport
| Csapat              | M | Gy | V | P+  | P–  | Pk   | P |
| ------------------- | - | -- | - | --- | --- | ---- | - |
| Kanada (CAN)        | 5 | 4  | 1 | 433 | 373 | +60  | 9 |
| Jugoszlávia (YUG)   | 5 | 4  | 1 | 372 | 338 | +34  | 9 |
| Ausztrália (AUS)    | 5 | 3  | 2 | 408 | 407 | +1   | 8 |
| Oroszország (RUS)   | 5 | 3  | 2 | 367 | 328 | +39  | 8 |
| Spanyolország (ESP) | 5 | 1  | 4 | 349 | 376 | –27  | 6 |
| Angola (ANG)        | 5 | 0  | 5 | 303 | 410 | –107 | 5 |

| 2000. szeptember 17. 19:30 | Spanyolország (ESP) | 64–45     | Angola (ANG)          | Nézőszám: 8353 |
| 2000. szeptember 17. 19:30 | (30–22) Jegyzőkönyv |           |                       | Nézőszám: 8353 |
| 2000. szeptember 17. 19:30 | Dueñas 13           | Pont      | Muzadi 13             | Nézőszám: 8353 |
| 2000. szeptember 17. 19:30 | Reyes 15            | Lepattanó | E. Victoriano, Dias 7 | Nézőszám: 8353 |
| 2000. szeptember 17. 19:30 | Rodríguez, Reyes 3  | Gólpassz  | Lutonda 2             | Nézőszám: 8353 |

| 2000. szeptember 19. 14:30 | Oroszország (RUS)   | 71–63     | Spanyolország (ESP) | Nézőszám: 8368 |
| 2000. szeptember 19. 14:30 | (38–28) Jegyzőkönyv |           |                     | Nézőszám: 8368 |
| 2000. szeptember 19. 14:30 | Csikalkin 23        | Pont      | Herreros 17         | Nézőszám: 8368 |
| 2000. szeptember 19. 14:30 | Kirilenko 9         | Lepattanó | Rogers 9            | Nézőszám: 8368 |
| 2000. szeptember 19. 14:30 | J. Pasutyin 5       | Gólpassz  | Herreros 5          | Nézőszám: 8368 |

| 2000. szeptember 21. 11:30 | Kanada (CAN)        | 91–77     | Spanyolország (ESP)       | Nézőszám: 8446 |
| 2000. szeptember 21. 11:30 | (53–34) Jegyzőkönyv |           |                           | Nézőszám: 8446 |
| 2000. szeptember 21. 11:30 | Meeks 24            | Pont      | Rogers 15                 | Nézőszám: 8446 |
| 2000. szeptember 21. 11:30 | Guarasci 6          | Lepattanó | Garbajosa, de la Fuente 6 | Nézőszám: 8446 |
| 2000. szeptember 21. 11:30 | Nash 5              | Gólpassz  | López 4                   | Nézőszám: 8446 |

| 2000. szeptember 23. 11:30 | Spanyolország (ESP) | 65–78     | Jugoszlávia (SCG) | Nézőszám: 8365 |
| 2000. szeptember 23. 11:30 | (30–32) Jegyzőkönyv |           |                   | Nézőszám: 8365 |
| 2000. szeptember 23. 11:30 | Herreros 16         | Pont      | Danilović 14      | Nézőszám: 8365 |
| 2000. szeptember 23. 11:30 | Dueñas 10           | Lepattanó | Rebrača 6         | Nézőszám: 8365 |
| 2000. szeptember 23. 11:30 | López, Rodríguez 3  | Gólpassz  | Danilović 4       | Nézőszám: 8365 |

| 2000. szeptember 25. 21:30 | Ausztrália (AUS)    | 91–80     | Spanyolország (ESP) | Nézőszám: 8398 |
| 2000. szeptember 25. 21:30 | (36–40) Jegyzőkönyv |           |                     | Nézőszám: 8398 |
| 2000. szeptember 25. 21:30 | Heal 26             | Pont      | Herreros 24         | Nézőszám: 8398 |
| 2000. szeptember 25. 21:30 | Bradtke 8           | Lepattanó | nyolc játékos 2     | Nézőszám: 8398 |
| 2000. szeptember 25. 21:30 | MacKinnon 6         | Gólpassz  | Rodríguez 7         | Nézőszám: 8398 |

A 9. helyért
| 2000. szeptember 26. 16:30 | Kína (CHN)          | 64–84     | Spanyolország (ESP)     | Nézőszám: 8395 |
| 2000. szeptember 26. 16:30 | (26–46) Jegyzőkönyv |           |                         | Nézőszám: 8395 |
| 2000. szeptember 26. 16:30 | Zhizhi Wang 14      | Pont      | Navarro 19              | Nézőszám: 8395 |
| 2000. szeptember 26. 16:30 | Jao Ming 6          | Lepattanó | Dueñas 10               | Nézőszám: 8395 |
| 2000. szeptember 26. 16:30 | Guo Shiqiang 4      | Gólpassz  | Carlos Navarro, López 3 | Nézőszám: 8395 |

| Csapat              | Helyezés |
| ------------------- | -------- |
| Spanyolország (ESP) | 9.       |

## Labdarúgás

### Férfi
| Spanyol férfi labdarúgócsapat-játékoskeret | Spanyol férfi labdarúgócsapat-játékoskeret |
| --- | --- |
| - David Albelda - Iván Amaya - Miguel Angulo - Daniel Aranzubia - Joan Capdevila - Jordi Ferrón - Gabriel García de la Torre - Xavier Hernández - Jesús María Lacruz | - Alberto Luque - Carlos Marchena - Felip Ortiz - Carles Puyol - José María Romero - Ismael Ruiz - Raúl Tamudo - Antonio Velamazán - Unai Vergara |

#### Eredmények
Csoportkör
B csoport
| Csapat              | M | Gy | D | V | Rg | Kg | Gk | P |
| ------------------- | - | -- | - | - | -- | -- | -- | - |
| Chile (CHI)         | 3 | 2  | 0 | 1 | 7  | 3  | +4 | 6 |
| Spanyolország (ESP) | 3 | 2  | 0 | 1 | 6  | 3  | +3 | 6 |
| Dél-Korea (KOR)     | 3 | 2  | 0 | 1 | 2  | 3  | –1 | 6 |
| Marokkó (MAR)       | 3 | 0  | 0 | 3 | 1  | 7  | –6 | 0 |

| 2000. szeptember 14. 18:30 |

| Dél-Korea (KOR) | 0–3               | Spanyolország (ESP)                  |
| --------------- | ----------------- | ------------------------------------ |
|                 | (0–3) Jegyzőkönyv | Velamazán 10' José Mari 26' Xavi 37' |

| Hindmarsh Stadium, Adelaide Nézőszám: 14 060 Játékvezető: Felipe Ramos (mexikói) |

| 2000. szeptember 17. 20:00 |

| Spanyolország (ESP) | 1–3               | Chile (CHI)              |
| ------------------- | ----------------- | ------------------------ |
| Lacruz 54'          | (0–2) Jegyzőkönyv | Olarra 24' Navia 41' 90' |

| Melbourne Cricket Ground, Melbourne Nézőszám: 58 061 Játékvezető: Felix Tangawarima (zimbabwei) |

| 2000. szeptember 20. 20:00 |

| Spanyolország (ESP)     | 2–0               | Marokkó (MAR) |
| ----------------------- | ----------------- | ------------- |
| José Mari 33' Gabri 90' | (1–0) Jegyzőkönyv |               |

| Melbourne Cricket Ground, Melbourne Nézőszám: 24 623 Játékvezető: Lu Jun (kínai) |

Negyeddöntő
| 2000. szeptember 23. 20:00 |

| Olaszország (ITA) | 0–1               | Spanyolország (ESP) |
| ----------------- | ----------------- | ------------------- |
|                   | (0–0) Jegyzőkönyv | Gabri 86'           |

| Football Stadium, Sydney Nézőszám: 38 134 Játékvezető: Carlos Simon (brazil) |

Elődöntő
| 2000. szeptember 26. 20:00 |

| Spanyolország (ESP)                 | 3–1               | Egyesült Államok (USA) |
| ----------------------------------- | ----------------- | ---------------------- |
| Tamudo 16' Angulo 25' José Mari 87' | (2–1) Jegyzőkönyv | Vagenas 42' (11-esből) |

| Football Stadium, Sydney Nézőszám: 39 800 Játékvezető: Mourad Daami (tunéziai) |

Döntő
| 2000. szeptember 30. 12:00 |

| Kamerun (CMR)                   | 2–2 (h. u.)                 | Spanyolország (ESP)          |
| ------------------------------- | --------------------------- | ---------------------------- |
| Amaya 53' (öngól) Eto’o 58'     | (0–2, 2–2, 2–2) Jegyzőkönyv | Xavi 2' Gabri 45+2'          |
| Büntetőpárbaj                   |                             |                              |
| M’Boma Eto’o Njitap Lauren Wome | 5–3                         | Xavi Capdevila Amaya Albelda |

| Olympic Stadium, Sydney Nézőszám: 104 098 Játékvezető: Felipe Ramos (mexikói) |

| Csapat              | Helyezés |
| ------------------- | -------- |
| Spanyolország (ESP) |          |

## Lovaglás
Díjlovaglás
| Versenyző                                                         | Ló           | Versenyszám | 1. kör | 1. kör | 2. kör  | 2. kör  | 3. kör  | 3. kör  | Végeredmény | Végeredmény |
| Versenyző                                                         | Ló           | Versenyszám | Pont   | Hely.  | Pont    | Hely.   | Pont    | Hely.   | Pont        | Helyezés    |
| ----------------------------------------------------------------- | ------------ | ----------- | ------ | ------ | ------- | ------- | ------- | ------- | ----------- | ----------- |
| Beatriz Ferrer-Salat                                              | Beauvalais   | Egyéni      | 68,40  | 13.    | 70,51   | 11.     | 71,42   | 9.      | 210,33      | 10.         |
| Rafael Soto                                                       | Invasor      | Egyéni      | 66,52  | 20.    | 70,37   | 13.     | 71,32   | 10.     | 208,21      | 12.         |
| Juan Antonio Jiménez                                              | Guizo        | Egyéni      | 65,52  | 24.*   | 68,93   | 16.     | kiesett | kiesett | 134,45      | 19.         |
| Lluis Lucio                                                       | Aljarafe     | Egyéni      | 62,12  | 43.    | kiesett | kiesett | kiesett | kiesett | kiesett     | kiesett     |
| Beatriz Ferrer-Salat Rafael Soto Juan Antonio Jiménez Lluis Lucio | lásd fentebb | Csapat      |        |        |         |         |         |         | 5011        | 5.          |

Díjugratás
| Versenyző                                                       | Ló           | Versenyszám | Selejtező | Selejtező | Selejtező | Selejtező | Selejtező | Selejtező     | Selejtező     | Selejtező     | Döntő         | Döntő         | Döntő   | Döntő   | Végeredmény | Végeredmény |
| Versenyző                                                       | Ló           | Versenyszám | 1. kör    | 1. kör    | 2. kör    | 2. kör    | 2. kör    | 3. kör        | 3. kör        | 3. kör        | 1. kör        | 1. kör        | 2. kör  | 2. kör  | Végeredmény | Végeredmény |
| Versenyző                                                       | Ló           | Versenyszám | Bünt.     | Hely.     | Bünt.     | Össz.     | Hely.     | Bünt.         | Össz.         | Hely.         | Bünt.         | Hely.         | Bünt.   | Hely.   | Bünt.       | Helyezés    |
| --------------------------------------------------------------- | ------------ | ----------- | --------- | --------- | --------- | --------- | --------- | ------------- | ------------- | ------------- | ------------- | ------------- | ------- | ------- | ----------- | ----------- |
| Rutherford Latham                                               | Bretzel      | Egyéni      | 5,50      | 16.       | 14,00     | 19,50     | 35.       | 12,75         | 32,25         | 43.           | nem ért célba | nem ért célba | kiesett | kiesett | kiesett     | kiesett     |
| Ricardo Jurado                                                  | Gysmo        | Egyéni      | 22,50     | 61.       | 8,00      | 30,50     | 55.       | 20,00         | 50,50         | 56.           | kiesett       | kiesett       | kiesett | kiesett | kiesett     | kiesett     |
| Luis Astolfi                                                    | Filias       | Egyéni      | 24,25     | 64.       | 26,75     | 51,00     | 70.       | 18,75         | 69,75         | 64.           | kiesett       | kiesett       | kiesett | kiesett | kiesett     | kiesett     |
| Fernando Sarasola                                               | Ennio        | Egyéni      | 16,50     | 52.       | 20,00     | 36,50     | 63.       | nem ért célba | nem ért célba | nem ért célba | kiesett       | kiesett       | kiesett | kiesett | kiesett     | kiesett     |
| Ricardo Jurado Rutherford Latham Fernando Sarasola Luis Astolfi | lásd fentebb | Csapat      |           |           |           |           |           |               |               |               | 42,00         | 14.           | kiesett | kiesett | 42,00       | 14.         |

Lovastusa
| Versenyző                                   | Ló                                   | Versenyszám | Díjlovaglás | Díjlovaglás | Tereplovaglás | Tereplovaglás | Tereplovaglás | Díjugratás    | Díjugratás    | Végeredmény | Végeredmény |
| Versenyző                                   | Ló                                   | Versenyszám | Bünt.       | Hely.       | Bünt.         | Hely.         | Össz.         | Bünt.         | Hely.         | Bünt.       | Helyezés    |
| ------------------------------------------- | ------------------------------------ | ----------- | ----------- | ----------- | ------------- | ------------- | ------------- | ------------- | ------------- | ----------- | ----------- |
| Enrique Sarasola                            | Cool Boy                             | Egyéni      | 50,00       | 17.         | 1,60          | 51,60         | 11.           | nem ért célba | nem ért célba | kiesett     | kiesett     |
| Enrique Sarasola Ramón Beca Jaime Matossian | Super Djarvis Perseus II New Venture | Csapat      | 199,60      | 11.         | 1166,40       | 1298,20       | 11.           | nem indult    | nem indult    | 1341,20     | 7.          |

* - egy másik versenyzővel azonos eredményt ért el

## Műugrás
Férfi
| Versenyző       | Versenyszám        | Selejtező | Selejtező | Elődöntő | Elődöntő | Döntő   | Döntő    |
| Versenyző       | Versenyszám        | Pont      | Helyezés  | Pont     | Helyezés | Pont    | Helyezés |
| --------------- | ------------------ | --------- | --------- | -------- | -------- | ------- | -------- |
| Rafael Álvarez  | Egyéni műugrás     | 377,55    | 16.       | 578,61   | 17.      | kiesett | kiesett  |
| José Miguel Gil | Egyéni műugrás     | 318,72    | 33.       | kiesett  | kiesett  | kiesett | kiesett  |
| Rubén Santos    | Egyéni toronyugrás | 300,90    | 36.       | kiesett  | kiesett  | kiesett | kiesett  |

Női
| Versenyző                    | Versenyszám        | Selejtező | Selejtező | Elődöntő | Elődöntő | Döntő   | Döntő    |
| Versenyző                    | Versenyszám        | Pont      | Helyezés  | Pont     | Helyezés | Pont    | Helyezés |
| ---------------------------- | ------------------ | --------- | --------- | -------- | -------- | ------- | -------- |
| María Dolores Sáez de Ibarra | Egyéni toronyugrás | 283,41    | 15.       | 446,52   | 14.      | kiesett | kiesett  |
| Leire Santos                 | Egyéni toronyugrás | 247,41    | 27.       | kiesett  | kiesett  | kiesett | kiesett  |

## Ökölvívás
| Versenyző     | Versenyszám | Selejtező         | Nyolcaddöntő               | Negyeddöntő                          | Elődöntő                  | Döntő                       | Helyezés |
| Versenyző     | Versenyszám | Ellenfél Eredmény | Ellenfél Eredmény          | Ellenfél Eredmény                    | Ellenfél Eredmény         | Ellenfél Eredmény           | Helyezés |
| ------------- | ----------- | ----------------- | -------------------------- | ------------------------------------ | ------------------------- | --------------------------- | -------- |
| Rafael Lozano | Papírsúly   | erőnyerő          | Danilo Lerio (PHI) · 17-15 | Suleiman Wanjau Bilali (KEN) · 11-10 | Kim Uncshol (PRK) · 15-10 | Brahim Asloum (FRA) · 10-23 |          |

## Röplabda

### Férfi
| Spanyol férfi röplabdacsapat-játékoskeret                                                                                 | Spanyol férfi röplabdacsapat-játékoskeret                                                                              |
| --- | --- |
| - Alexis Valido - Carlos Luis Carreño - Cosme Prenafeta - Enrique de la Fuente - Ernesto Rodríguez - José Antonio Casilla | - José Luis Moltó - Juan Carlos Robles - Juan José Salvador - Luis Pedro Suela - Miguel Ángel Falasca - Rafael Pascual |

#### Eredmények
Csoportkör
A csoport
|                     |      | Mérkőzések | Mérkőzések | Szettek | Szettek | Szettek | Pontok | Pontok | Pontok |
| Csapat              | Pont | Gy         | V          | Sz+     | Sz–     | SzA     | P+     | P–     | PA     |
| ------------------- | ---- | ---------- | ---------- | ------- | ------- | ------- | ------ | ------ | ------ |
| Brazília (BRA)      | 10   | 5          | 0          | 15      | 1       | 15,000  | 415    | 331    | 1,254  |
| Hollandia (NED)     | 9    | 4          | 1          | 12      | 5       | 2,400   | 417    | 360    | 1,158  |
| Kuba (CUB)          | 8    | 3          | 2          | 9       | 7       | 1,286   | 383    | 335    | 1,143  |
| Ausztrália (AUS)    | 7    | 2          | 3          | 6       | 10      | 0,600   | 327    | 374    | 0,874  |
| Spanyolország (ESP) | 6    | 1          | 4          | 7       | 12      | 0,583   | 404    | 444    | 0,910  |
| Egyiptom (EGY)      | 5    | 0          | 5          | 1       | 15      | 0,067   | 309    | 411    | 0,752  |

| 2000. szeptember 17. 10:00 | Spanyolország (ESP)   | 3–0 | Egyiptom (EGY) | Nézőszám: 3889 Játékvezető: Themistoklis Kalpaktsoglou (GRE), Paolo Porcari (ITA) |
| 2000. szeptember 17. 10:00 | (25–20, 25–10, 25–21) |     |                | Nézőszám: 3889 Játékvezető: Themistoklis Kalpaktsoglou (GRE), Paolo Porcari (ITA) |

| 2000. szeptember 19. 12:25 | Spanyolország (ESP)          | 1–3 | Kuba (CUB) | Nézőszám: 4495 Játékvezető: Wang Ning (CHN), Doug Wayne Wilson (USA) |
| 2000. szeptember 19. 12:25 | (21–25, 12–25, 25–21, 20–25) |     |            | Nézőszám: 4495 Játékvezető: Wang Ning (CHN), Doug Wayne Wilson (USA) |

| 2000. szeptember 21. 20:30 | Ausztrália (AUS)             | 3–1 | Spanyolország (ESP) | Nézőszám: 8487 Játékvezető: Doug Wayne Wilson (USA), Kim Kun-Tae (KOR) |
| 2000. szeptember 21. 20:30 | (23–25, 25–20, 25–23, 25–19) |     |                     | Nézőszám: 8487 Játékvezető: Doug Wayne Wilson (USA), Kim Kun-Tae (KOR) |

| 2000. szeptember 23. 12:30 | Kuba (CUB)            | 3–0 | Ausztrália (AUS) | Nézőszám: 8128 Játékvezető: Paolo Porcari (ITA), Ivan Golianski (RUS) |
| 2000. szeptember 23. 12:30 | (25–17, 25–20, 25–18) |     |                  | Nézőszám: 8128 Játékvezető: Paolo Porcari (ITA), Ivan Golianski (RUS) |

| 2000. szeptember 23. 21:00 | Spanyolország (ESP)          | 1–3 | Brazília (BRA) | Nézőszám: 8145 Játékvezető: Takashi Shimoyama (JPN), Songsak Chareonpong (THA) |
| 2000. szeptember 23. 21:00 | (27–25, 14–25, 21–25, 20–25) |     |                | Nézőszám: 8145 Játékvezető: Takashi Shimoyama (JPN), Songsak Chareonpong (THA) |

| 2000. szeptember 25. 12:00 | Hollandia (NED)              | 3–1 | Spanyolország (ESP) | Nézőszám: 4737 Játékvezető: Paolo Porcari (ITA), Stoyan Kostov Stoyanov (BUL) |
| 2000. szeptember 25. 12:00 | (25–18, 25–17, 24–26, 25–21) |     |                     | Nézőszám: 4737 Játékvezető: Paolo Porcari (ITA), Stoyan Kostov Stoyanov (BUL) |

| Csapat              | Helyezés |
| ------------------- | -------- |
| Spanyolország (ESP) | 9.       |

### Strandröplabda

#### Férfi
| Versenyző               | 1. forduló                                           | Reményág                                           | Reményág                                               | Nyolcaddöntő                                        | Negyeddöntő                                          | Elődöntő          | Döntő             | Helyezés |
| Versenyző               | 1. forduló                                           | 1. forduló                                         | 2. forduló                                             | Nyolcaddöntő                                        | Negyeddöntő                                          | Elődöntő          | Döntő             | Helyezés |
| Versenyző               | Ellenfél Eredmény                                    | Ellenfél Eredmény                                  | Ellenfél Eredmény                                      | Ellenfél Eredmény                                   | Ellenfél Eredmény                                    | Ellenfél Eredmény | Ellenfél Eredmény | Helyezés |
| ----------------------- | ---------------------------------------------------- | -------------------------------------------------- | ------------------------------------------------------ | --------------------------------------------------- | ---------------------------------------------------- | ----------------- | ----------------- | -------- |
| Javier Bosma Fabio Díez | Németország (GER) · Jorg Ahmann · Axel Hager · 13-15 | Svédország (SWE) · Bjorn Berg · Simon Dahl · 15-11 | Csehország (CZE) · Martin Lebl · Michal Palinek · 15-4 | Brazília (BRA) · Jose Loiola · Emanuel Rego · 17-16 | Németország (GER) · Jorg Ahmann · Axel Hager · 14-16 | kiesett           | kiesett           | 5.       |

## Sportlövészet
Férfi
| Versenyző      | Versenyszám           | Selejtező | Selejtező | Döntő   | Döntő    |
| Versenyző      | Versenyszám           | Pont      | Helyezés  | Pont    | Helyezés |
| -------------- | --------------------- | --------- | --------- | ------- | -------- |
| Jorge González | Sportpuska, fekvő     | 593       | 19.*****  | kiesett | kiesett  |
| Jorge González | Sportpuska, összetett | 1150      | 33.*      | kiesett | kiesett  |
| Sergio Piñero  | Dupla trap            | 129       | 17.*      | kiesett | kiesett  |

Női
| Versenyző                 | Versenyszám           | Selejtező | Selejtező | Döntő   | Döntő    |
| Versenyző                 | Versenyszám           | Pont      | Helyezés  | Pont    | Helyezés |
| ------------------------- | --------------------- | --------- | --------- | ------- | -------- |
| María del Pilar Fernández | Légpisztoly           | 379       | 16.****   | kiesett | kiesett  |
| María del Pilar Fernández | Sportpisztoly         | 575       | 20.***    | kiesett | kiesett  |
| Marina Pons               | Légpuska              | 388       | 36.****   | kiesett | kiesett  |
| Marina Pons               | Sportpuska, összetett | 565       | 34.       | kiesett | kiesett  |

* - egy másik versenyzővel azonos eredményt ért el

*** - három másik versenyzővel azonos eredményt ért el

**** - négy másik versenyzővel azonos eredményt ért el

***** - öt másik versenyzővel azonos eredményt ért el

## Súlyemelés
Férfi
| Versenyző   | Versenyszám | Szakítás | Szakítás | Lökés    | Lökés    | Összesen | Helyezés |
| Versenyző   | Versenyszám | Eredmény | Helyezés | Eredmény | Helyezés | Összesen | Helyezés |
| ----------- | ----------- | -------- | -------- | -------- | -------- | -------- | -------- |
| Jon Tecedor | +105 kg     | 175,0    | 14.*     | 220,0    | 12.*     | 395,0    | 13.      |

Női
| Versenyző     | Versenyszám | Szakítás | Szakítás | Lökés    | Lökés    | Összesen | Helyezés |
| Versenyző     | Versenyszám | Eredmény | Helyezés | Eredmény | Helyezés | Összesen | Helyezés |
| ------------- | ----------- | -------- | -------- | -------- | -------- | -------- | -------- |
| Josefa Pérez  | 63 kg       | 85,0     | 6.       | 102,5    | 7.*      | 187,5    | 7.       |
| Mónica Carrió | 75 kg       | 95,0     | 9.*      | 110,0    | 9.       | 205,0    | 9.       |

* - egy másik versenyzővel azonos eredményt ért el

## Szinkronúszás
| Versenyző                   | Versenyszám | Selejtező           | Selejtező           | Selejtező        | Selejtező        | Selejtező  | Selejtező  | Döntő               | Döntő               | Döntő            | Döntő            | Döntő      | Döntő      |
| Versenyző                   | Versenyszám | Technikai gyakorlat | Technikai gyakorlat | Szabad gyakorlat | Szabad gyakorlat | Összesítés | Összesítés | Technikai gyakorlat | Technikai gyakorlat | Szabad gyakorlat | Szabad gyakorlat | Összesítés | Összesítés |
| Versenyző                   | Versenyszám | Pont                | Hely.               | Pont             | Hely.            | Pont       | Hely.      | Pont                | Hely.               | Pont             | Hely.            | Pont       | Helyezés   |
| --------------------------- | ----------- | ------------------- | ------------------- | ---------------- | ---------------- | ---------- | ---------- | ------------------- | ------------------- | ---------------- | ---------------- | ---------- | ---------- |
| Gemma Mengual Paola Tirados | Páros       | 94,000              | 8.                  | 93,733           | 8.               | 93,826     | 8.         | 94,000              | 8.                  | 94,800           | 8.               | 94,520     | 8.         |

## Taekwondo
Férfi
| Versenyző       | Versenyszám | Selejtező                   | Negyeddöntő               | Elődöntő                 | Vigaszág negyeddöntő | Vigaszág elődöntő | Bronz- mérkőzés   | Döntő                       | Helyezés |
| Versenyző       | Versenyszám | Ellenfél Eredmény           | Ellenfél Eredmény         | Ellenfél Eredmény        | Ellenfél Eredmény    | Ellenfél Eredmény | Ellenfél Eredmény | Ellenfél Eredmény           | Helyezés |
| --------------- | ----------- | --------------------------- | ------------------------- | ------------------------ | -------------------- | ----------------- | ----------------- | --------------------------- | -------- |
| Gabriel Esparza | Légsúly     | erőnyerő                    | Younès Sekkat (MAR) · 3-1 | Salim József (HUN) · 5-0 |                      |                   |                   | Mihaíl Murúcosz (GRE) · 2-4 |          |
| Francisco Zas   | Pehelysúly  | Carlo Massimino (AUS) · 3-3 | kiesett                   | kiesett                  |                      |                   |                   |                             | 11.      |

Női
| Versenyző     | Versenyszám | Selejtező                       | Negyeddöntő               | Elődöntő          | Vigaszág negyeddöntő | Vigaszág elődöntő | Bronz- mérkőzés   | Döntő             | Helyezés |
| Versenyző     | Versenyszám | Ellenfél Eredmény               | Ellenfél Eredmény         | Ellenfél Eredmény | Ellenfél Eredmény    | Ellenfél Eredmény | Ellenfél Eredmény | Ellenfél Eredmény | Helyezés |
| ------------- | ----------- | ------------------------------- | ------------------------- | ----------------- | -------------------- | ----------------- | ----------------- | ----------------- | -------- |
| Elena Benítez | Váltósúly   | Kirsimarja Koskinen (FIN) · 0-7 | kiesett                   | kiesett           |                      |                   |                   |                   | 9.       |
| Ireane Ruíz   | Nehézsúly   | Sonallis Mayan (CUB) · 3-0      | Nataša Vezmar (CRO) · 4-7 | kiesett           |                      |                   |                   |                   | 8.       |

## Tenisz
Férfi
| Versenyző                  | Versenyszám | 64-es főtábla                        | 32-es főtábla                                                      | Nyolcaddöntő                                               | Negyeddöntő                                                                 | Elődöntő                                                       | Bronz- mérkőzés                                                                                     | Döntő             | Helyezés |
| Versenyző                  | Versenyszám | Ellenfél Eredmény                    | Ellenfél Eredmény                                                  | Ellenfél Eredmény                                          | Ellenfél Eredmény                                                           | Ellenfél Eredmény                                              | Ellenfél Eredmény                                                                                   | Ellenfél Eredmény | Helyezés |
| -------------------------- | ----------- | ------------------------------------ | ------------------------------------------------------------------ | ---------------------------------------------------------- | --------------------------------------------------------------------------- | -------------------------------------------------------------- | --------------------------------------------------------------------------------------------------- | ----------------- | -------- |
| Juan Carlos Ferrero        | Egyes       | I Hjongthek (KOR) · 6–7, 7–6, 7–5    | Nicolás Massú (CHI) · 6–4, 7–6                                     | Daniel Nestor (CAN) · 7–6, 6–3                             | Arnaud Di Pasquale (FRA) · 2–6, 1–6                                         | kiesett                                                        | kiesett                                                                                             | kiesett           | 5.       |
| Àlex Corretja              | Egyes       | Goran Ivanišević (CRO) · 7–6, 7–6    | Arnaud Clément (FRA) · 6–7, 6–4, 6–4                               | Tommy Haas (GER) · 6–7, 3–6                                | kiesett                                                                     | kiesett                                                        | kiesett                                                                                             | kiesett           | 9.       |
| Fernando Vicente           | Egyes       | Andrew Ilie (AUS) · 6–3, 6–3         | Fabrice Santoro (FRA) · 1–6, 7–6, 5–7                              | kiesett                                                    | kiesett                                                                     | kiesett                                                        | kiesett                                                                                             | kiesett           | 17.      |
| Albert Costa               | Egyes       | Kevin Ullyett (ZIM) · 3–6, 6–3, 9–11 | kiesett                                                            | kiesett                                                    | kiesett                                                                     | kiesett                                                        | kiesett                                                                                             | kiesett           | 33.      |
| Àlex Corretja Albert Costa | Páros       |                                      | Argentína (ARG) · Juan Ignacio Chela · Mariano Zabaleta · 6–3, 6–4 | Csehország (CZE) · Jiří Novák · David Rikl · 6–7, 7–5, 6–4 | Fehéroroszország (BLR) · Makszim Mirni · Uladzimir Valcskov · 6–7, 6–3, 7–5 | Ausztrália (AUS) · Todd Woodbridge · Mark Woodforde · 3–6, 6–7 | Bronzmérkőzés · Dél-afrikai Köztársaság (RSA) · David Adams · John-Laffnie de Jager · 2–6, 6–4, 6–3 |                   |          |

Női
| Versenyző                                 | Versenyszám | 64-es főtábla                   | 32-es főtábla                                                       | Nyolcaddöntő                                                                 | Negyeddöntő                          | Elődöntő          | Bronz- mérkőzés   | Döntő             | Helyezés |
| Versenyző                                 | Versenyszám | Ellenfél Eredmény               | Ellenfél Eredmény                                                   | Ellenfél Eredmény                                                            | Ellenfél Eredmény                    | Ellenfél Eredmény | Ellenfél Eredmény | Ellenfél Eredmény | Helyezés |
| ----------------------------------------- | ----------- | ------------------------------- | ------------------------------------------------------------------- | ---------------------------------------------------------------------------- | ------------------------------------ | ----------------- | ----------------- | ----------------- | -------- |
| Arantxa Sánchez Vicario                   | Egyes       | Li Na (CHN) · 6–1, 7–5          | Patricia Wartusch (AUT) · 6–2, 6–4                                  | Fabiola Zuluaga (COL) · 6–2, 6–0                                             | Venus Williams (USA) · 6–3, 2–6, 4–6 | kiesett           | kiesett           | kiesett           | 5.       |
| Conchita Martínez                         | Egyes       | Mandula Petra (HUN) · 6–1, 6–0  | Karina Habšudová (SVK) · 6–1, 0–6, 4–6                              | kiesett                                                                      | kiesett                              | kiesett           | kiesett           | kiesett           | 17.      |
| Magui Serna                               | Egyes       | Nathalie Dechy (FRA) · 1–6, 2–6 | kiesett                                                             | kiesett                                                                      | kiesett                              | kiesett           | kiesett           | kiesett           | 33.      |
| Conchita Martínez Arantxa Sánchez Vicario | Páros       |                                 | Csehország (CZE) · Dája Bedáňová · Květoslava Hrdličková · 6–4, 6–3 | Fehéroroszország (BLR) · Volha Barabanscsikava · Natallja Zverava · 4–6, 5–7 | kiesett                              | kiesett           | kiesett           | kiesett           | 9.       |

## Torna
Férfi
| Versenyző                                                                             | Versenyszám      | Selejtező | Selejtező | Döntő    | Döntő    |
| Versenyző                                                                             | Versenyszám      | Pontszám  | Helyezés  | Pontszám | Helyezés |
| ------------------------------------------------------------------------------------- | ---------------- | --------- | --------- | -------- | -------- |
| Omar Cortés                                                                           | Talaj            | 8,237     | 70.       | kiesett  | kiesett  |
| Omar Cortés                                                                           | Ugrás            | 9,350     | 39.*****  | kiesett  | kiesett  |
| Omar Cortés                                                                           | Korlát           | 9,300     | 46.       | kiesett  | kiesett  |
| Omar Cortés                                                                           | Nyújtó           | 9,512     | 46.*      | kiesett  | kiesett  |
| Omar Cortés                                                                           | Gyűrű            | 9,537     | 26.***    | kiesett  | kiesett  |
| Omar Cortés                                                                           | Lólengés         | 9,125     | 60.*      | kiesett  | kiesett  |
| Omar Cortés                                                                           | Egyéni összetett | 55,061    | 37.       | 55,849   | 26.      |
| Víctor Cano                                                                           | Talaj            | 8,725     | 60.       | kiesett  | kiesett  |
| Víctor Cano                                                                           | Ugrás            | 9,037     | 67.*      | kiesett  | kiesett  |
| Víctor Cano                                                                           | Korlát           | 9,412     | 39.*      | kiesett  | kiesett  |
| Víctor Cano                                                                           | Nyújtó           | 9,500     | 48.*      | kiesett  | kiesett  |
| Víctor Cano                                                                           | Gyűrű            | 9,337     | 52.**     | kiesett  | kiesett  |
| Víctor Cano                                                                           | Lólengés         | 9,737     | 8.*       | kiesett  | kiesett  |
| Víctor Cano                                                                           | Egyéni összetett | 55,748    | 34.       | 55,561   | 31.      |
| Alejandro Barrenechea                                                                 | Talaj            | 9,225     | 36.****   | kiesett  | kiesett  |
| Alejandro Barrenechea                                                                 | Ugrás            | 9,212     | 58.**     | kiesett  | kiesett  |
| Alejandro Barrenechea                                                                 | Korlát           | 8,750     | 73.       | kiesett  | kiesett  |
| Alejandro Barrenechea                                                                 | Nyújtó           | 9,250     | 59.       | kiesett  | kiesett  |
| Alejandro Barrenechea                                                                 | Gyűrű            | 9,562     | 22.*      | kiesett  | kiesett  |
| Alejandro Barrenechea                                                                 | Lólengés         | 8,912     | 66.       | kiesett  | kiesett  |
| Alejandro Barrenechea                                                                 | Egyéni összetett | 54,911    | 39.       | 54,410   | 34.      |
| Saúl Cofiño                                                                           | Talaj            | 9,462     | 19.***    | kiesett  | kiesett  |
| Saúl Cofiño                                                                           | Ugrás            | 9,275     | 51.**     | kiesett  | kiesett  |
| Saúl Cofiño                                                                           | Korlát           | 7,600     | 81.       | kiesett  | kiesett  |
| Saúl Cofiño                                                                           | Nyújtó           | 9,137     | 66.       | kiesett  | kiesett  |
| Saúl Cofiño                                                                           | Gyűrű            | 9,175     | 60.       | kiesett  | kiesett  |
| Saúl Cofiño                                                                           | Lólengés         | 9,637     | 28.**     | kiesett  | kiesett  |
| Saúl Cofiño                                                                           | Egyéni összetett | 54,286    | 43.       | kiesett  | kiesett  |
| Andreu Vivó                                                                           | Korlát           | 9,600     | 17.*      | kiesett  | kiesett  |
| Andreu Vivó                                                                           | Nyújtó           | 8,850     | 72.       | kiesett  | kiesett  |
| Andreu Vivó                                                                           | Gyűrű            | 9,500     | 34.*      | kiesett  | kiesett  |
| Andreu Vivó                                                                           | Lólengés         | 9,662     | 23.**     | kiesett  | kiesett  |
| Andreu Vivó                                                                           | Egyéni összetett | 37,612    | 71.       | kiesett  | kiesett  |
| Gervasio Deferr                                                                       | Talaj            | 9,375     | 25.       | kiesett  | kiesett  |
| Gervasio Deferr                                                                       | Ugrás            | 9,712     | 6.*       | 9,712    |          |
| Gervasio Deferr                                                                       | Egyéni összetett | 19,087    | 90.       | kiesett  | kiesett  |
| Víctor Cano Omar Cortés Alejandro Barrenechea Saúl Cofiño Andreu Vivó Gervasio Deferr | Csapat összetett | 224,894   | 11.       | kiesett  | kiesett  |

Női
| Versenyző                                                                   | Versenyszám      | Selejtező | Selejtező | Döntő    | Döntő    |
| Versenyző                                                                   | Versenyszám      | Pontszám  | Helyezés  | Pontszám | Helyezés |
| --------------------------------------------------------------------------- | ---------------- | --------- | --------- | -------- | -------- |
| Esther Moya                                                                 | Talaj            | 9,700     | 5.        | 9,700    | 4.       |
| Esther Moya                                                                 | Ugrás            | 9,768     | 1.        | 9,618    | 4.       |
| Esther Moya                                                                 | Felemás korlát   | 9,637     | 22.*      | kiesett  | kiesett  |
| Esther Moya                                                                 | Gerenda          | 9,175     | 56.*      | kiesett  | kiesett  |
| Esther Moya                                                                 | Egyéni összetett | 38,280    | 8.        | 38,080   | 9.       |
| Laura Martínez                                                              | Talaj            | 9,612     | 10.***    | kiesett  | kiesett  |
| Laura Martínez                                                              | Ugrás            | 9,649     | 5.        | 9,612    | 5.       |
| Laura Martínez                                                              | Felemás korlát   | 9,650     | 19.**     | kiesett  | kiesett  |
| Laura Martínez                                                              | Gerenda          | 9,250     | 50.       | kiesett  | kiesett  |
| Laura Martínez                                                              | Egyéni összetett | 38,161    | 11.       | 37,829   | 12.      |
| Sara Moro                                                                   | Talaj            | 9,275     | 38.***    | kiesett  | kiesett  |
| Sara Moro                                                                   | Ugrás            | 9,243     | 40.       | kiesett  | kiesett  |
| Sara Moro                                                                   | Felemás korlát   | 9,625     | 24.***    | kiesett  | kiesett  |
| Sara Moro                                                                   | Gerenda          | 9,562     | 21.**     | kiesett  | kiesett  |
| Sara Moro                                                                   | Egyéni összetett | 37,705    | 18.       | 37,330   | 21.*     |
| Susana García                                                               | Talaj            | 9,275     | 38.***    | kiesett  | kiesett  |
| Susana García                                                               | Felemás korlát   | 9,700     | 9.*       | kiesett  | kiesett  |
| Susana García                                                               | Gerenda          | 9,000     | 64.       | kiesett  | kiesett  |
| Susana García                                                               | Egyéni összetett | 27,975    | 70.       | kiesett  | kiesett  |
| Marta Cusidó                                                                | Ugrás            | 9,100     | 55.       | kiesett  | kiesett  |
| Marta Cusidó                                                                | Felemás korlát   | 9,050     | 69.       | kiesett  | kiesett  |
| Marta Cusidó                                                                | Gerenda          | 8,962     | 65.       | kiesett  | kiesett  |
| Marta Cusidó                                                                | Egyéni összetett | 27,112    | 75.       | kiesett  | kiesett  |
| Paloma Moro                                                                 | Talaj            | 8,625     | 69.       | kiesett  | kiesett  |
| Paloma Moro                                                                 | Ugrás            | 9,437     | 17.*      | kiesett  | kiesett  |
| Paloma Moro                                                                 | Egyéni összetett | 18,062    | 89.       | kiesett  | kiesett  |
| Esther Moya Laura Martínez Sara Moro Susana García Marta Cusidó Paloma Moro | Csapat összetett | 151,558   | 5.        | 152,113  | 4.       |

* - egy másik versenyzővel azonos eredményt ért el

** - két másik versenyzővel azonos eredményt ért el

*** - három másik versenyzővel azonos eredményt ért el

**** - négy másik versenyzővel azonos eredményt ért el

***** - öt másik versenyzővel azonos eredményt ért el

### Ritmikus gimnasztika
| Versenyző        | Versenyszám | Selejtező | Selejtező | Selejtező | Selejtező | Selejtező | Selejtező | Selejtező | Selejtező | Selejtező | Selejtező | Döntő   | Döntő   | Döntő   | Döntő   | Döntő   | Döntő   | Döntő   | Döntő   | Döntő    | Döntő    |
| Versenyző        | Versenyszám | Kötél     | Kötél     | Karika    | Karika    | Labda     | Labda     | Szalag    | Szalag    | Összesen  | Összesen  | Kötél   | Kötél   | Karika  | Karika  | Labda   | Labda   | Szalag  | Szalag  | Összesen | Összesen |
| Versenyző        | Versenyszám | Pont      | Hely.     | Pont      | Hely.     | Pont      | Hely.     | Pont      | Hely.     | Pont      | Hely.     | Pont    | Hely.   | Pont    | Hely.   | Pont    | Hely.   | Pont    | Hely.   | Pont     | Hely.    |
| ---------------- | ----------- | --------- | --------- | --------- | --------- | --------- | --------- | --------- | --------- | --------- | --------- | ------- | ------- | ------- | ------- | ------- | ------- | ------- | ------- | -------- | -------- |
| Almudena Cid     | Egyéni      | 9,691     | 11.       | 9,708     | 11.*      | 9,733     | 9.        | 9,716     | 9.        | 38,848    | 9.        | 9,750   | 8.**    | 9,725   | 7.      | 9,691   | 9.      | 9,741   | 8.      | 38,907   | 9.       |
| Esther Domínguez | Egyéni      | 9,658     | 14.       | 9,708     | 11.*      | 9,666     | 12.       | 9,700     | 12.       | 38,732    | 11.       | kiesett | kiesett | kiesett | kiesett | kiesett | kiesett | kiesett | kiesett | kiesett  | kiesett  |

| Versenyző                                                                                     | Versenyszám | Selejtező  | Selejtező  | Selejtező            | Selejtező            | Selejtező | Selejtező | Döntő      | Döntő      | Döntő                | Döntő                | Döntő    | Döntő    |
| Versenyző                                                                                     | Versenyszám | 5 buzogány | 5 buzogány | 3 szalag és 2 karika | 3 szalag és 2 karika | Összesen  | Összesen  | 5 buzogány | 5 buzogány | 3 szalag és 2 karika | 3 szalag és 2 karika | Összesen | Összesen |
| Versenyző                                                                                     | Versenyszám | Pont       | Hely.      | Pont                 | Hely.                | Pont      | Hely.     | Pont       | Hely.      | Pont                 | Hely.                | Pont     | Hely.    |
| --------------------------------------------------------------------------------------------- | ----------- | ---------- | ---------- | -------------------- | -------------------- | --------- | --------- | ---------- | ---------- | -------------------- | -------------------- | -------- | -------- |
| Igone Arribas Marta Calamonte Lorena Guréndez Carolina Malchair Beatriz Nogalez Carmina Verdú | Csapat      | 19,033     | 10.        | 18,816               | 10.                  | 37,849    | 10.       | kiesett    | kiesett    | kiesett              | kiesett              | kiesett  | kiesett  |

* - egy másik versenyzővel azonos eredményt ért el

** - két másik versenyzővel azonos eredményt ért el

## Triatlon
| Versenyző          | Versenyszám | 1,5 km úszás | Depózás 1 | 40 km kerékpározás | Depózás 2     | 10 km futás   | Összesítés    | Összesítés    |
| Versenyző          | Versenyszám | Idő          | Idő       | Idő                | Idő           | Idő           | Idő           | Helyezés      |
| ------------------ | ----------- | ------------ | --------- | ------------------ | ------------- | ------------- | ------------- | ------------- |
| Iván Raña          | Férfi       | 17:49,09     | 23,30     | 58:51,50           | 18,90         | 31:48,09      | 1:49:10,88    | 5.            |
| Eneko Llanos       | Férfi       | 18:19,79     | 24,60     | 58:23,40           | 20,50         | 33:20,06      | 1:50:48,35    | 23.           |
| José María Merchán | Férfi       | 18:26,19     | 29,30     | nem teljesítette   | nem ért célba | nem ért célba | nem ért célba | nem ért célba |
| Maribel Blanco     | Női         | 20:45,86     | 30,12     | 1:07:56,00         | 25,41         | 37:00,45      | 2:06:37,84    | 24.           |

## Úszás
Férfi
| Versenyző                                                       | Versenyszám            | Előfutam | Előfutam | Előfutam | Elődöntő | Elődöntő | Elődöntő | Döntő   | Döntő    |
| Versenyző                                                       | Versenyszám            | Idő      | Hely.    | Össz.    | Idő      | Hely.    | Össz.    | Idő     | Helyezés |
| --------------------------------------------------------------- | ---------------------- | -------- | -------- | -------- | -------- | -------- | -------- | ------- | -------- |
| Eduardo Lorente                                                 | 50 m gyors             | 22,96    | 8.       | 23.*     | kiesett  | kiesett  | kiesett  | kiesett | kiesett  |
| Javier Botello                                                  | 100 m gyors            | 50,87    | 4.       | 28.      | kiesett  | kiesett  | kiesett  | kiesett | kiesett  |
| Frederik Hviid                                                  | 400 m vegyes           | 4:21,63  | 4.       | 15.      |          |          |          | kiesett | kiesett  |
| Frederik Hviid                                                  | 1500 m gyors           | 15:14,37 | 4.       | 12.      |          |          |          | kiesett | kiesett  |
| Teo Edo                                                         | 1500 m gyors           | 15:32,01 | 6.       | 24.      |          |          |          | kiesett | kiesett  |
| Juan Benavides Javier Botello Eduardo Lorente Jorge Ulibarri    | 4 × 100 m gyorsváltó   | 3:22,76  | 4.       | 15.      |          |          |          | kiesett | kiesett  |
| David Ortega                                                    | 100 m hát              | 55,80    | 4.       | 12.      | 56,33    | 7.       | 15.      | kiesett | kiesett  |
| Guillermo Mediano                                               | 200 m hát              | 2:03,45  | 8.       | 29.      | kiesett  | kiesett  | kiesett  | kiesett | kiesett  |
| Jorge Pérez                                                     | 200 m pillangó         | 2:00,15  | 6.       | 23.      | kiesett  | kiesett  | kiesett  | kiesett | kiesett  |
| Jordi Carrasco                                                  | 200 m vegyes           | 2:02,89  | 4.       | 13.      | 2:02,90  | 6.       | 13.      | kiesett | kiesett  |
| Javier Botello Santiago Castellanos Daniel Morales David Ortega | 4 × 100 m vegyes váltó | 3:42,76  | 6.       | 15.      |          |          |          | kiesett | kiesett  |

Női
| Versenyző                                                      | Versenyszám            | Előfutam | Előfutam | Előfutam | Elődöntő | Elődöntő | Elődöntő | Döntő   | Döntő    |
| Versenyző                                                      | Versenyszám            | Idő      | Hely.    | Össz.    | Idő      | Hely.    | Össz.    | Idő     | Helyezés |
| -------------------------------------------------------------- | ---------------------- | -------- | -------- | -------- | -------- | -------- | -------- | ------- | -------- |
| Ana Belén Palomo                                               | 50 m gyors             | 25,96    | 4.       | 17.**    | kiesett  | kiesett  | kiesett  | kiesett | kiesett  |
| Laura Roca                                                     | 200 m gyors            | 2:03,37  | 8.       | 24.      | kiesett  | kiesett  | kiesett  | kiesett | kiesett  |
| Angels Bardina                                                 | 400 m gyors            | 4:17,55  | 3.       | 24.      |          |          |          | kiesett | kiesett  |
| Angels Bardina Natalia Cabrerizo Paula Carballido Laura Roca   | 4 × 200 m gyorsváltó   | 8:13,82  | 6.       | 13.      |          |          |          | kiesett | kiesett  |
| Nina Zhivanevskaya                                             | 100 m hát              | 1:01,97  | 3.       | 5.       | 1:01,41  | 3.       | 3.       | 1:00,89 |          |
| Nina Zhivanevskaya                                             | 200 m hát              | 2:11,60  | 2.       | 3.       | 2:11,93  | 3.       | 3.*      | 2:12,75 | 6.       |
| Ivette María                                                   | 200 m hát              | 2:14,78  | 6.       | 15.      | 2:15,11  | 8.       | 16.      | kiesett | kiesett  |
| María Peláez                                                   | 100 m pillangó         | 1:01,47  | 6.       | 29.      | kiesett  | kiesett  | kiesett  | kiesett | kiesett  |
| María Peláez                                                   | 200 m pillangó         | 2:14,66  | 7.       | 25.      | kiesett  | kiesett  | kiesett  | kiesett | kiesett  |
| Mireia García                                                  | 200 m pillangó         | 2:10,96  | 4.       | 10.      | 2:10,24  | 5.       | 9.       | kiesett | kiesett  |
| Lourdes Becerra                                                | 400 m vegyes           | 4:47,50  | 4.       | 14.      |          |          |          | kiesett | kiesett  |
| María del Carmen Collado Mireia García Ivette María Laura Roca | 4 × 100 m vegyes váltó | 4:14,54  | 4.       | 15.      |          |          |          | kiesett | kiesett  |

* - egy másik versenyzővel azonos eredményt ért el

** - két másik versenyzővel azonos eredményt ért el, a szétúszásban kizárták, így kiesett

## Vitorlázás
Férfi
| Versenyző                      | Versenyszám     | Futam | Futam | Futam | Futam | Futam  | Futam | Futam | Futam | Futam  | Futam | Futam  | Pontszám | Helyezés |
| Versenyző                      | Versenyszám     | 1     | 2     | 3     | 4     | 5      | 6     | 7     | 8     | 9      | 10    | 11     | Pontszám | Helyezés |
| ------------------------------ | --------------- | ----- | ----- | ----- | ----- | ------ | ----- | ----- | ----- | ------ | ----- | ------ | -------- | -------- |
| Jorge Maciel                   | Szörfvitorlázás | 16    | 17    | 25    | 8     | (25)   | 22    | 20    | 20    | (37**) | 15    | 19     | 162,0    | 22.      |
| Gustavo Martínez Tunte Cantero | 470-es osztály  | 17,0  | 11,0  | 15,0  | 9,0   | (18,0) | 3,0   | 12,0  | 2,0   | 8,0    | 4,0   | (21,0) | 81,0     | 10.      |

Női
| Versenyző                        | Versenyszám     | Futam | Futam  | Futam | Futam | Futam  | Futam | Futam | Futam | Futam | Futam | Futam | Pontszám | Helyezés |
| Versenyző                        | Versenyszám     | 1     | 2      | 3     | 4     | 5      | 6     | 7     | 8     | 9     | 10    | 11    | Pontszám | Helyezés |
| -------------------------------- | --------------- | ----- | ------ | ----- | ----- | ------ | ----- | ----- | ----- | ----- | ----- | ----- | -------- | -------- |
| María del Carmen Vaz             | Szörfvitorlázás | 4     | 5      | (14)  | 9     | (19)   | 11    | 8     | 9     | 6     | (14)  | 6     | 72,0     | 8.       |
| Neus Garriga                     | Europe          | 10    | 2      | 11    | 13    | 5      | 1     | (17)  | 3     | 11    | 5     | (28*) | 61,0     | 4.       |
| Natalia Vía Dufresne Sandra Azón | 470-es osztály  | 14,0  | (18,0) | 5,0   | 2,0   | (19,0) | 3,0   | 11,0  | 2,0   | 4,0   | 9,0   | 5,0   | 55,0     | 6.       |

Nyílt
| Versenyző                                       | Versenyszám        | Futam | Futam | Futam  | Futam | Futam | Futam | Futam | Futam | Futam | Futam | Futam  | Futam | Futam | Futam | Futam | Futam | Pontszám | Helyezés |
| Versenyző                                       | Versenyszám        | 1     | 2     | 3      | 4     | 5     | 6     | 7     | 8     | 9     | 10    | 11     | 12    | 13    | 14    | 15    | 16    | Pontszám | Helyezés |
| ----------------------------------------------- | ------------------ | ----- | ----- | ------ | ----- | ----- | ----- | ----- | ----- | ----- | ----- | ------ | ----- | ----- | ----- | ----- | ----- | -------- | -------- |
| Luis Martínez                                   | Laser              | 3     | (23)  | 16     | 8     | (44*) | 23    | 5     | 3     | 16    | 13    | 10     |       |       |       |       |       | 97,0     | 11.      |
| José María van der Ploeg Rafael Trujillo Villar | Csillaghajó        | 2,0   | 4,0   | (17,0) | 3,0   | 11,0  | 7,0   | 4,0   | 10,0  | 3,0   | 11,0  | (17,0) |       |       |       |       |       | 55,0     | 8.       |
| Santiago López-Vázquez Javier de la Plaza       | Könnyű 49-es dingi | 1     | 8     | 11     | 8     | 4     | 3     | 1     | 11    | 11    | (18)  | 5      | 1     | 1     | (12)  | 10    | 4     | 79,0     | 4.       |
| Fernando Léon José Luis Ballester               | Tornádó            | 7     | 9     | 9      | (14)  | 6     | (12)  | 9     | 3     | 9     | 4     | 2      |       |       |       |       |       | 58,0     | 9.       |

| Versenyző                                      | Versenyszám | Futam | Futam | Futam | Futam | Futam | Futam | Futam | Futam | 1. forduló | 1. forduló | 2. forduló | 2. forduló | Negyeddöntő | Negyeddöntő | Elődöntő | Elődöntő | Döntő   | Helyezés |
| Versenyző                                      | Versenyszám | 1     | 2     | 3     | 4     | 5     | 6     | Pont  | Hely. | Gy–V       | Hely.      | Gy–V       | Hely.      | Gy–V        | Hely.       | Gy–V     | Hely.    | Gy–V    | Helyezés |
| ---------------------------------------------- | ----------- | ----- | ----- | ----- | ----- | ----- | ----- | ----- | ----- | ---------- | ---------- | ---------- | ---------- | ----------- | ----------- | -------- | -------- | ------- | -------- |
| Manuel Doreste Domingo Manrique Juan Luis Wood | Soling      | 15    | 12    | (16)  | 16    | 8     | 6     | 57    | 15.   | kiesett    | kiesett    | kiesett    | kiesett    | kiesett     | kiesett     | kiesett  | kiesett  | kiesett | 15.      |

* - kizárták (korai rajt)

** - nem ért célba

## Vívás
Férfi
| Versenyző                                 | Versenyszám  | Selejtező         | 32-es főtábla                  | Nyolcaddöntő                                                                  | Negyeddöntő       | Elődöntő          | Bronz- mérkőzés   | Döntő             | Helyezés |
| Versenyző                                 | Versenyszám  | Ellenfél Eredmény | Ellenfél Eredmény              | Ellenfél Eredmény                                                             | Ellenfél Eredmény | Ellenfél Eredmény | Ellenfél Eredmény | Ellenfél Eredmény | Helyezés |
| ----------------------------------------- | ------------ | ----------------- | ------------------------------ | ----------------------------------------------------------------------------- | ----------------- | ----------------- | ----------------- | ----------------- | -------- |
| Fernando Medina                           | Kard, egyéni | erőnyerő          | Mathieu Gourdain (FRA) · 14-15 | kiesett                                                                       | kiesett           | kiesett           | kiesett           | kiesett           | 20.      |
| Jorge Pina                                | Kard, egyéni | erőnyerő          | Dennis Bauer (GER) · 14-15     | kiesett                                                                       | kiesett           | kiesett           | kiesett           | kiesett           | 21.      |
| Alberto Falcón                            | Kard, egyéni | erőnyerő          | Julien Pillet (FRA) · 12-15    | kiesett                                                                       | kiesett           | kiesett           | kiesett           | kiesett           | 27.      |
| Jorge Pina Antonio García Fernando Medina | Kard, csapat |                   |                                | Lengyelország (POL) · Rafał Sznajder · Norbert Jaskot · Marcin Sobala · 33-45 | kiesett           | kiesett           | kiesett           | kiesett           | 9.       |

## Vízilabda

### Férfi
| Spanyol férfi vízilabdacsapat-játékoskeret                                                              | Spanyol férfi vízilabdacsapat-játékoskeret                                                      |
| --- | ----------------------------------------------------------------------------------------------- |
| - Daniel Ballart - Manuel Estiarte - Pedro García - Salvador Gómez - Gabriel Hernández - Gustavo Marcos | - Daniel Moro - Iván Moro - Sergio Pedrerol - Jesús Miguel Rollán - Javier Sánchez - Jordi Sans |

#### Eredmények
Csoportkör
A csoport
| Csapat              | M | Gy | D | V | G+ | G– | Gk  | P |
| ------------------- | - | -- | - | - | -- | -- | --- | - |
| Oroszország (RUS)   | 5 | 4  | 1 | 0 | 51 | 28 | +23 | 9 |
| Olaszország (ITA)   | 5 | 4  | 1 | 0 | 43 | 32 | +11 | 9 |
| Spanyolország (ESP) | 5 | 2  | 1 | 2 | 32 | 34 | –2  | 5 |
| Ausztrália (AUS)    | 5 | 1  | 2 | 2 | 38 | 36 | +2  | 4 |
| Kazahsztán (KAZ)    | 5 | 1  | 1 | 3 | 41 | 46 | –5  | 3 |
| Szlovákia (SVK)     | 5 | 0  | 0 | 5 | 30 | 59 | –29 | 0 |

| 2000. szeptember 23. 15:00 | Kazahsztán (KAZ)     | 7–8 | Spanyolország (ESP) | Játékvezetők: Zeljko Klaric (CRO), Boris Margeta (SLO) |
| 2000. szeptember 23. 15:00 | (1–2, 3–2, 1–3, 2–1) |     |                     | Játékvezetők: Zeljko Klaric (CRO), Boris Margeta (SLO) |
| 2000. szeptember 23. 15:00 | Zajcev 3             |     | Estiarte 3          | Játékvezetők: Zeljko Klaric (CRO), Boris Margeta (SLO) |

| 2000. szeptember 24. 15:45 | Spanyolország (ESP)  | 7–6 | Szlovákia (SVK) | Játékvezetők: Patrick Clemencon (FRA), Elisabeth Janseen van de Laak (NED) |
| 2000. szeptember 24. 15:45 | (1–3, 3–1, 2–2, 2–0) |     |                 | Játékvezetők: Patrick Clemencon (FRA), Elisabeth Janseen van de Laak (NED) |
| 2000. szeptember 24. 15:45 | Hernández 3          |     | Káid 3          | Játékvezetők: Patrick Clemencon (FRA), Elisabeth Janseen van de Laak (NED) |

| 2000. szeptember 25. 10:45 | Olaszország (ITA)    | 6–5 | Spanyolország (ESP) | Játékvezetők: Zeljko Klaric (CRO), Paraskevas Chasekioglou (GRE) |
| 2000. szeptember 25. 10:45 | (2–1, 1–2, 2–1, 1–1) |     |                     | Játékvezetők: Zeljko Klaric (CRO), Paraskevas Chasekioglou (GRE) |
| 2000. szeptember 25. 10:45 | Calcaterra 2         |     | Hernández 2         | Játékvezetők: Zeljko Klaric (CRO), Paraskevas Chasekioglou (GRE) |

| 2000. szeptember 26. 10:45 | Oroszország (RUS)    | 8–5 | Spanyolország (ESP) | Játékvezetők: Boris Margeta (SLO), Gad-Shimon Schwartz (ISR) |
| 2000. szeptember 26. 10:45 | (4–3, 1–0, 1–1, 2–1) |     |                     | Játékvezetők: Boris Margeta (SLO), Gad-Shimon Schwartz (ISR) |
| 2000. szeptember 26. 10:45 | Csomahidze 3         |     | Moro 2              | Játékvezetők: Boris Margeta (SLO), Gad-Shimon Schwartz (ISR) |

| 2000. szeptember 27. 20:30 | Ausztrália (AUS)     | 7–7 | Spanyolország (ESP) | Játékvezetők: Petrus Hendrik Bookelman (NED), Paraskevas Chasekioglou (GRE) |
| 2000. szeptember 27. 20:30 | (0–2, 2–1, 3–2, 2–2) |     |                     | Játékvezetők: Petrus Hendrik Bookelman (NED), Paraskevas Chasekioglou (GRE) |
| 2000. szeptember 27. 20:30 | Marsden, Boyd 2      |     | Estiarte, Sans 2    | Játékvezetők: Petrus Hendrik Bookelman (NED), Paraskevas Chasekioglou (GRE) |

Negyeddöntő
| 2000. szeptember 29. 19:15 | Spanyolország (ESP)  | 9–8 | Horvátország (CRO) | Játékvezetők: Vladimir Prikhodko (KAZ), Patrick Clemencon (FRA) |
| 2000. szeptember 29. 19:15 | (1–1, 3–1, 2–3, 3–3) |     |                    | Játékvezetők: Vladimir Prikhodko (KAZ), Patrick Clemencon (FRA) |
| 2000. szeptember 29. 19:15 | három játékos 2      |     | Barač 2            | Játékvezetők: Vladimir Prikhodko (KAZ), Patrick Clemencon (FRA) |

Elődöntők
| 2000. szeptember 30. 14:30 | Oroszország (RUS)                   | 8–7 (h. u.) | Spanyolország (ESP) | Játékvezetők: Renato Dani (ITA), Vlastimil Kratochvil (SVK) |
| 2000. szeptember 30. 14:30 | (3–3, 2–1, 1–1, 1–2, 0–0, 0–0, 1–0) |             |                     | Játékvezetők: Renato Dani (ITA), Vlastimil Kratochvil (SVK) |
| 2000. szeptember 30. 14:30 | Sztratan, Gorskov 2                 |             | Moro 4              | Játékvezetők: Renato Dani (ITA), Vlastimil Kratochvil (SVK) |

Bronzmérkőzés
| 2000. október 1. 15:00 | Spanyolország (ESP)  | 3–8 | Jugoszlávia (SCG) | Játékvezetők: Erhan Tulga (TUR), Andrei Afanasiev (RUS) |
| 2000. október 1. 15:00 | (1–2, 1–2, 1–2, 0–2) |     |                   | Játékvezetők: Erhan Tulga (TUR), Andrei Afanasiev (RUS) |
| 2000. október 1. 15:00 | Estiarte 2           |     | Vujasinović 3     | Játékvezetők: Erhan Tulga (TUR), Andrei Afanasiev (RUS) |

| Csapat              | Helyezés |
| ------------------- | -------- |
| Spanyolország (ESP) | 4.       |